# Церковь Панагии ту Арака
Церковь Панагии ту Арака (Церковь Панагия Аракиотисса) (греч. Μονή Παναγίας του Άρακα, англ. Panagia tou Araka) — это кафоликон византийского мужского монастыря XII века. Это одна из десяти православных расписных церквей, расположенных в кипрских горах Троодос.
Церковь находится в центральной части горного хребта Троодос в районе Пицилии недалеко от деревни Лагудерой.

## История
Предание гласит, что место основания монастыря было указано чудесным явлением иконы Божией Матери. Это зафиксировал  В. Г. Григорович-Барский в 1735 году во время пребывания на Кипре. Согласно преданию, ястреб, охотившегося в горах местного правителя, гоняясь за добычей запутался в зарослях кустарников. Вырубив куст для спасения ястреба обнаружили икону. Она стояла посреди куста. Видя в этом явлении знак особого благоволения Божьей Матери на этом месте выстроили монастырь, в котором и была размещена икона.
По мнению Григоровича-Барского эпитет Божией Матери Аракос (Аракиотисса) был образован от греческого слова ἱέραξ (-ακος), т.е. ястреб. В России эта икона известна под названием Ястребская икона Божией Матери. 
Однако происхождение эпитета может происходить и от названия растения (ἀρακάς), покрывающего склоны гор.
Кафоликон был построен в XII веке (до 1192 года). Исторических свидетельств тому, что церковь была выстроена к 1192 году как монастырский собор не сохранилось, но были обнаружены две надписи в росписях в сцене Крещения Господа и на иконе Спасителя из местного ряда иконостаса, содержащие имена монахов.  Реконструкция одной из надписей указывает на то, что художником росписей является иконописец иеромонах Феодор Апсевд (греч. Θεόδωρος Αψευδής; 1150 – 1215).
По свидетельству Григоровича-Барского в 1735 году в монастыре проживали 3 монаха, он был почти заброшен и просуществовал до начала XIX века.
В храм был запрещён вход женщинам, поэтому свои молитвы они совершают на паперти, вне церкви.
Сохранилось также двухэтажное здание монастыря, которое используется в качестве резиденции священников.
Департаментом древности Кипра были проведены работы по восстановлению монастырских построек в 1955 – 1956, 1967 – 1968 годы. Расчистка и укрепление фресок произведены исследовательским центром изучения Византии Дамбартон-Окса (США) в 1968 – 1973 годы.

## Архитектура
Церковь Панагии ту Арака представляет собой однонефное здание со сводчатым перекрытием. В каждой из трёх боковых стен размещены ниши. Здание увенчано куполом на невысоком барабане.
Предположительно в XIV веке церковь была покрыта деревянной с крутым скатом крышей с плоской черепицей. Крыша выходит за пределы основного сооружения с трёх сторон, характерным для церквей в горах Троодоса, при этом купол защищён дополнительной маленькой крышей.
В XVIII веке западная стена была снесена, сама церковь была расширена.

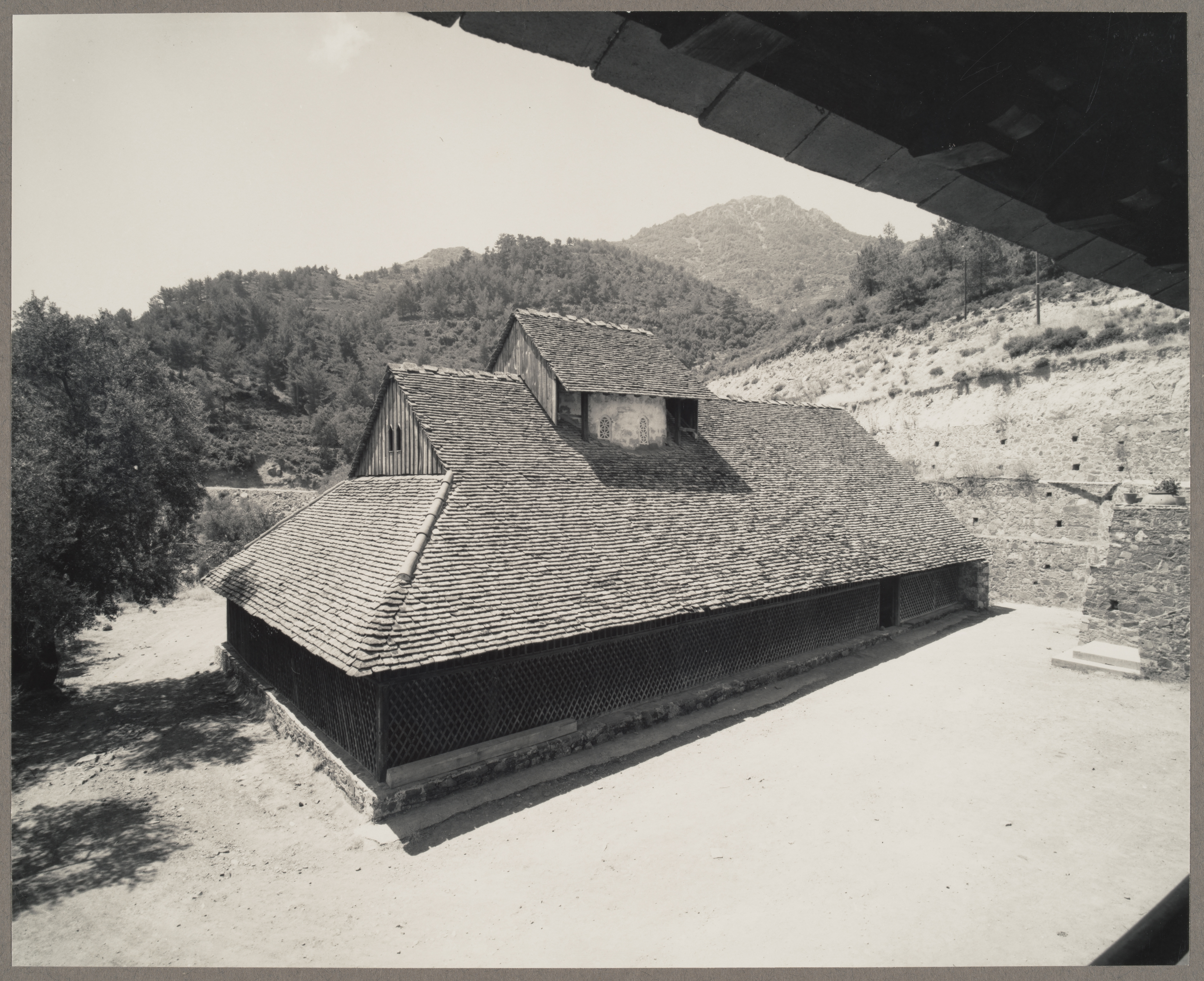
Общий вид церкви
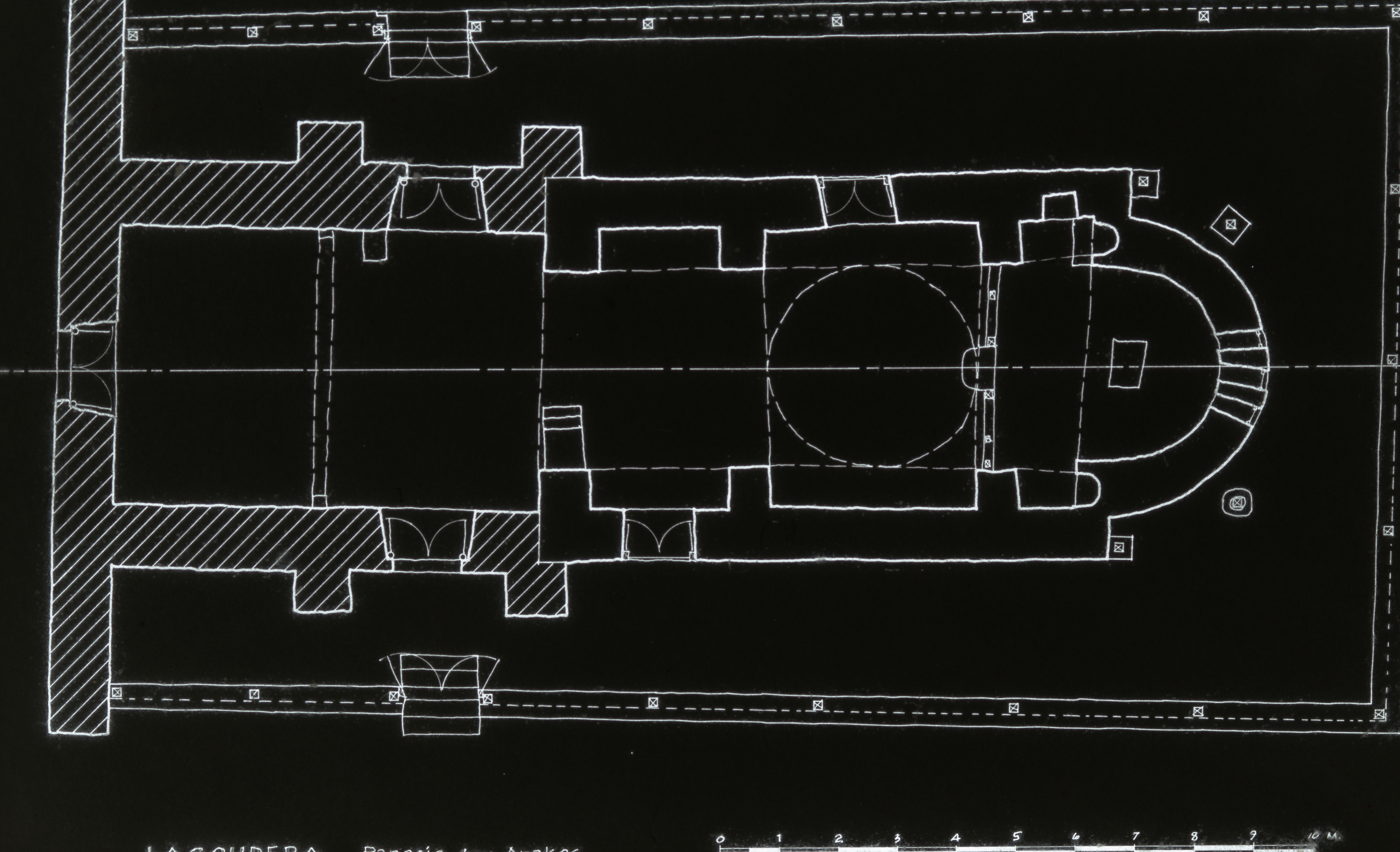
План церкви
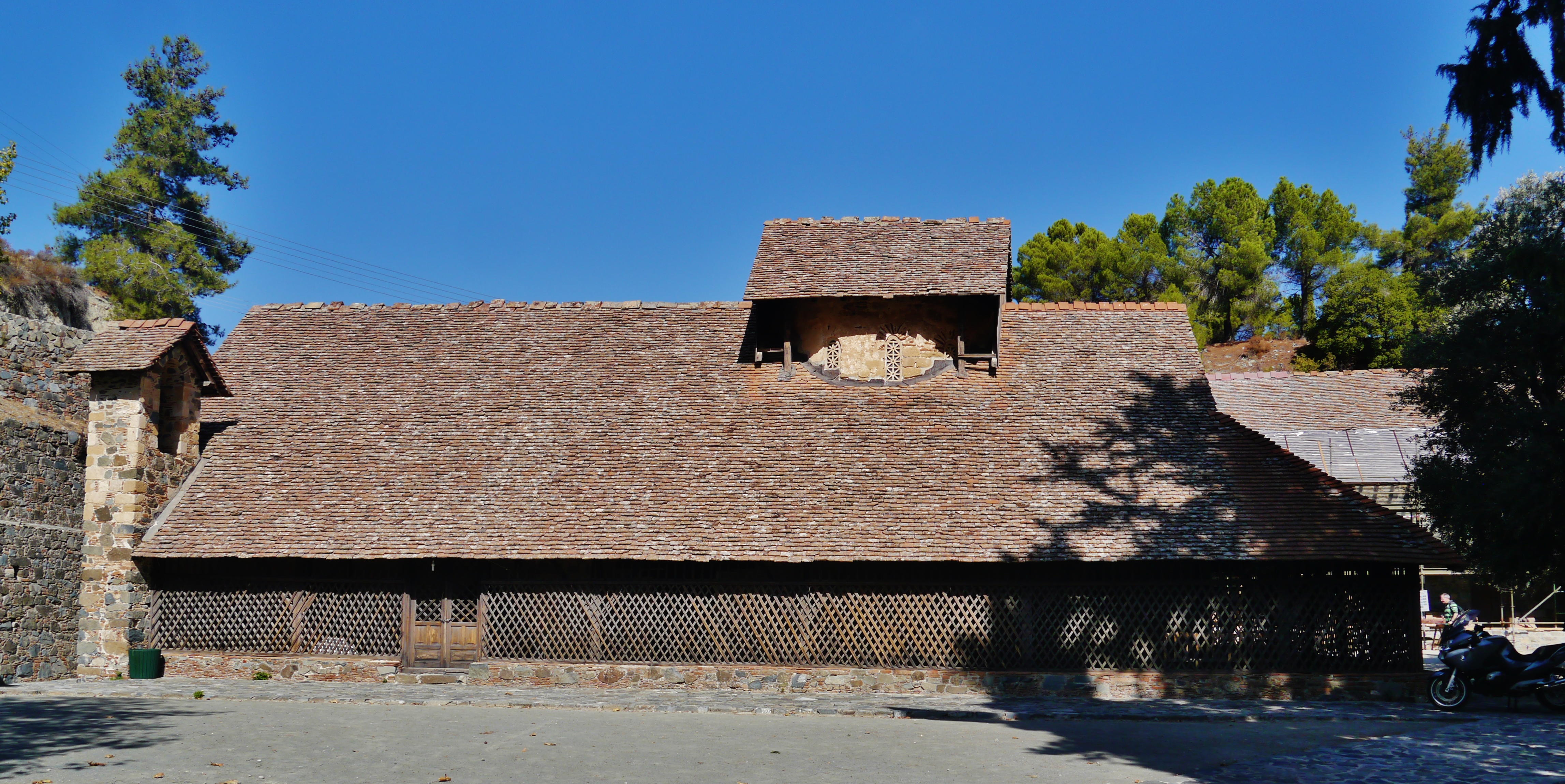
Южный фасах церкви
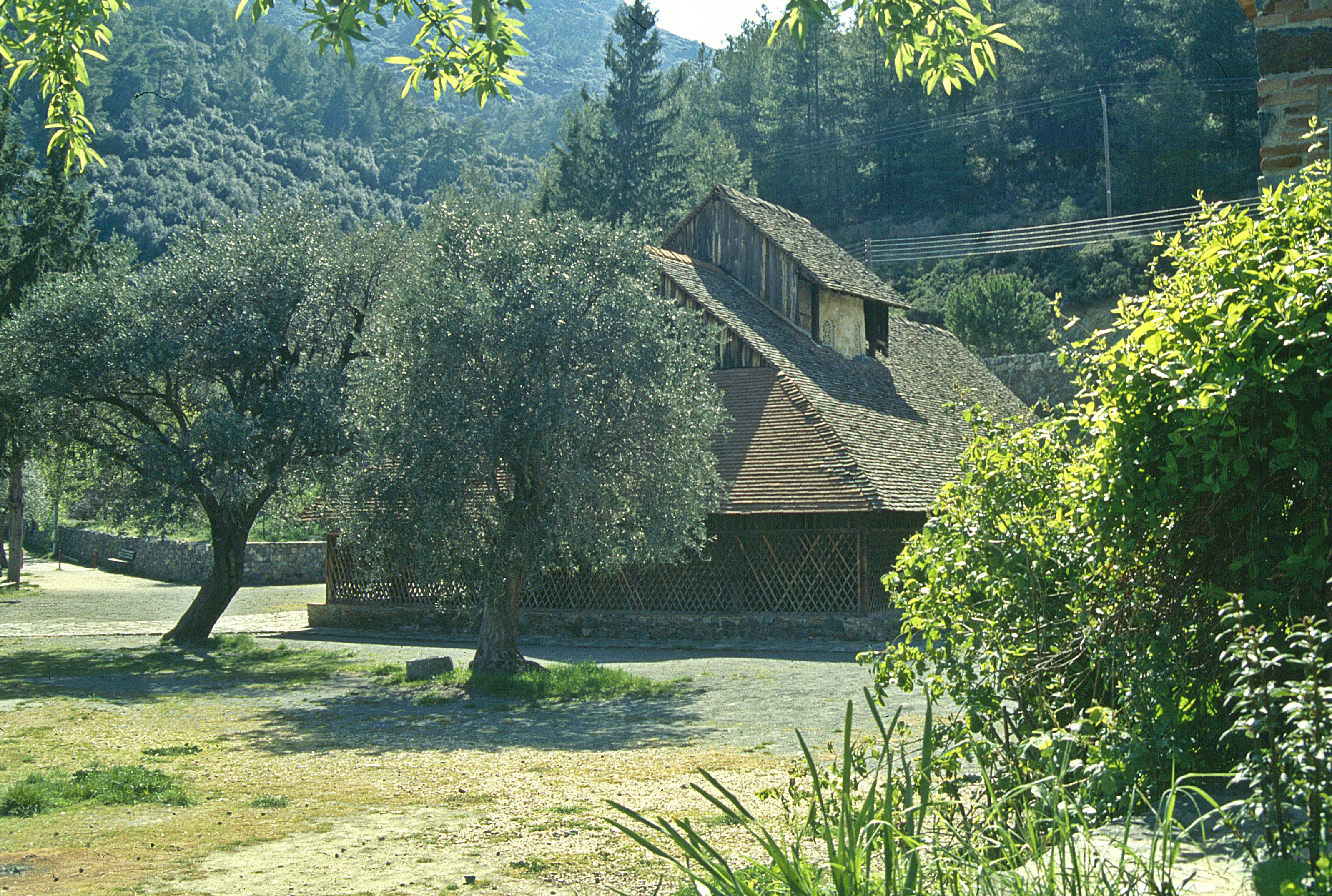
Вид крыши церкви
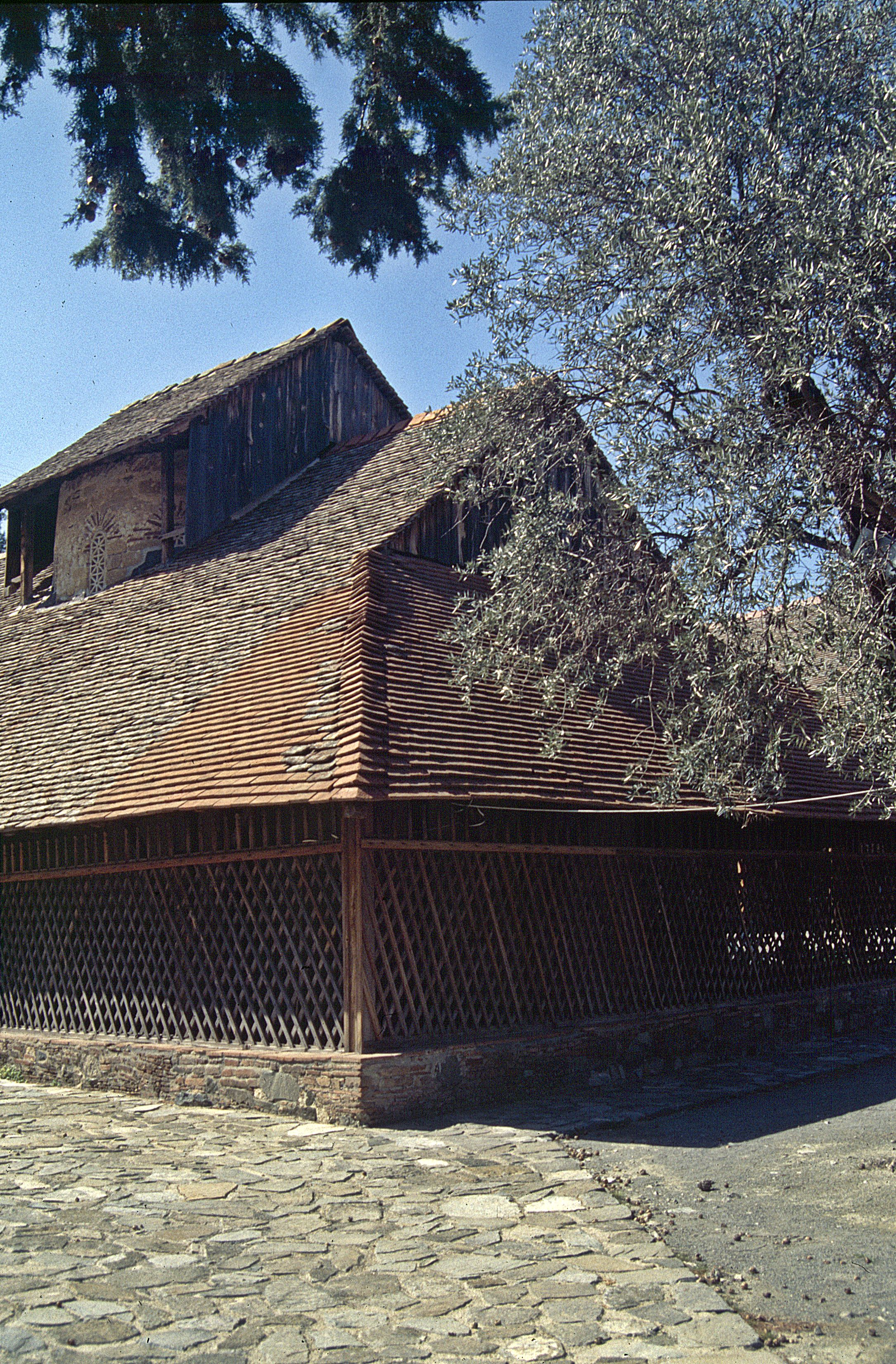
Вид церкви

## Внутренняя роспись
Весь внутренний интерьер церкви расписан.
Фрески, выполненные в стиле поздних Комнинов, отражают тенденции искусств Константинополя.
Стиль росписи фресок в апсиде бемы отличается о других фресок, они были написаны до 1192 года.
В круге центрального купола на красном фоне находится изображение Христа Пантократора, под ним – изображение Престола Уготованного и ангелов в медальонах.
Под центральным куполом на стенах барабана изображены двенадцать апостолов, каждый из которых держит свиток с текстом пророчества .
Над северным входом сделана надпись о том, что церковь была расписана в декабре 1192 года на пожертвования Леона Афтентиса.
На глухой арке над северным входом изображена композиция введения Девы Марии во храм (первосвященник Захарий встречает Деву Марию, которую сопровождают её родители Иоаким и Анна и семь дев)  и некоторые другие сцены. Это росписи XIV века. Под ними изображены Святой Николай, Симеон Богоприимец с младенцем Христом и Иоанн Предтеча.
В арке южной стены изображена композиция «Успение Богоматери» . Под ней – фигуры Богоматери Аракиотиссы и Архангела Михаила.
На стене полуцилиндрической апсиды изображены семь кипрских святых.
Справа от иконостаса, в нижнем регистре росписи, изображён Христос Антифонит, на северном столбе изображена Дева Мария в молении, на пилястрах изображены Пётр и Павел, на мраморных с капителями аканта изображены два святых столпника Симеоны.
В конхе алтарной апсиды изображена Дева Мария на троне в окружении Архангелов. На своде вимы изображена композиция «Вознесение».
Последняя роспись церкви относится к XVII веку. На внешней серной стене изображены Святые и деревянный иконостас, создание которых датируется 1673 годом.
В Византийском музее Фонда архиепископа Макариоса III в Лефкосии находятся две переносные иконы из этой церкви. На них изображены Иисус и Панагия Аракиотиссу.

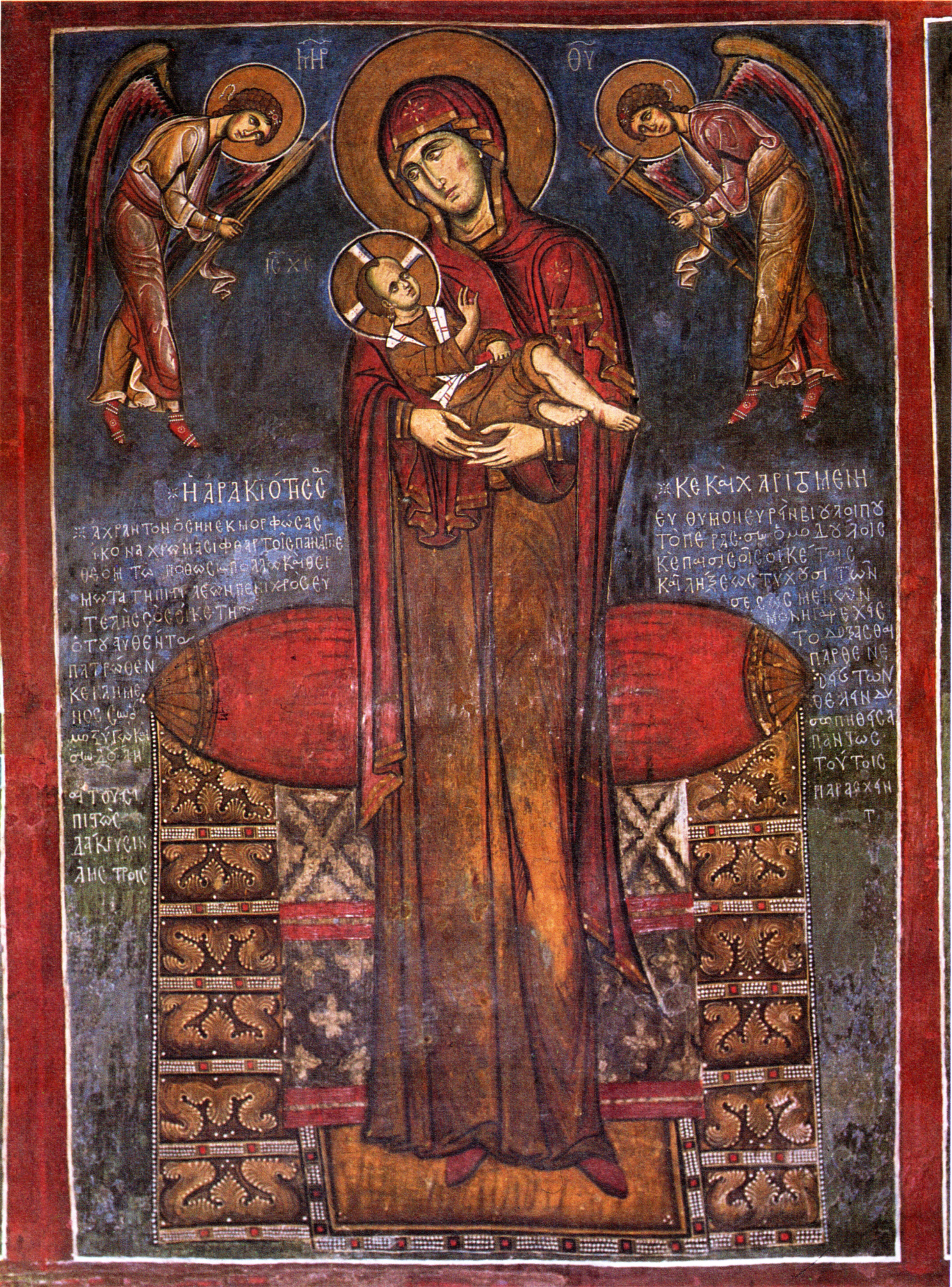
Богоматерь Аракиотисса (1192 г.)
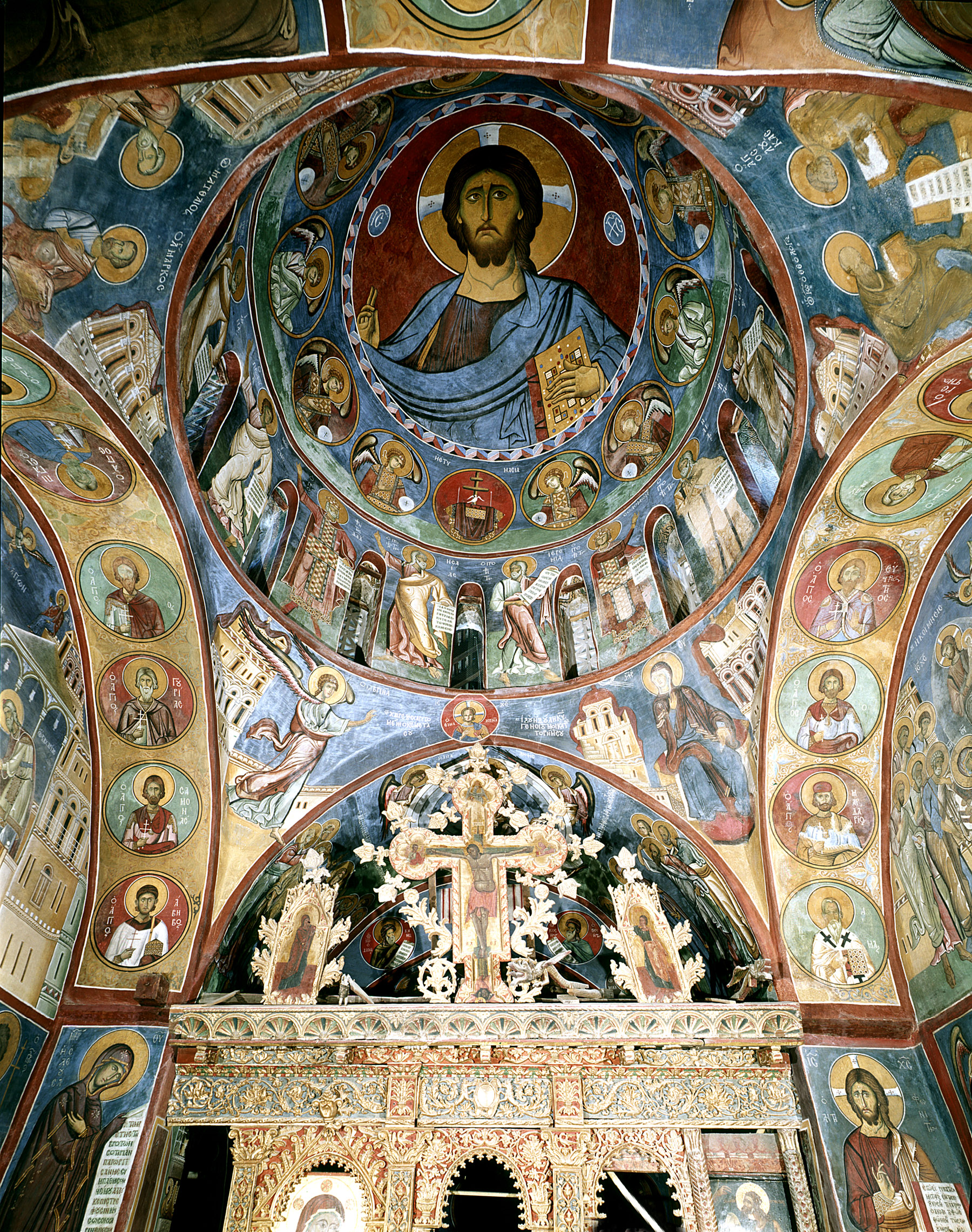
Благовещение
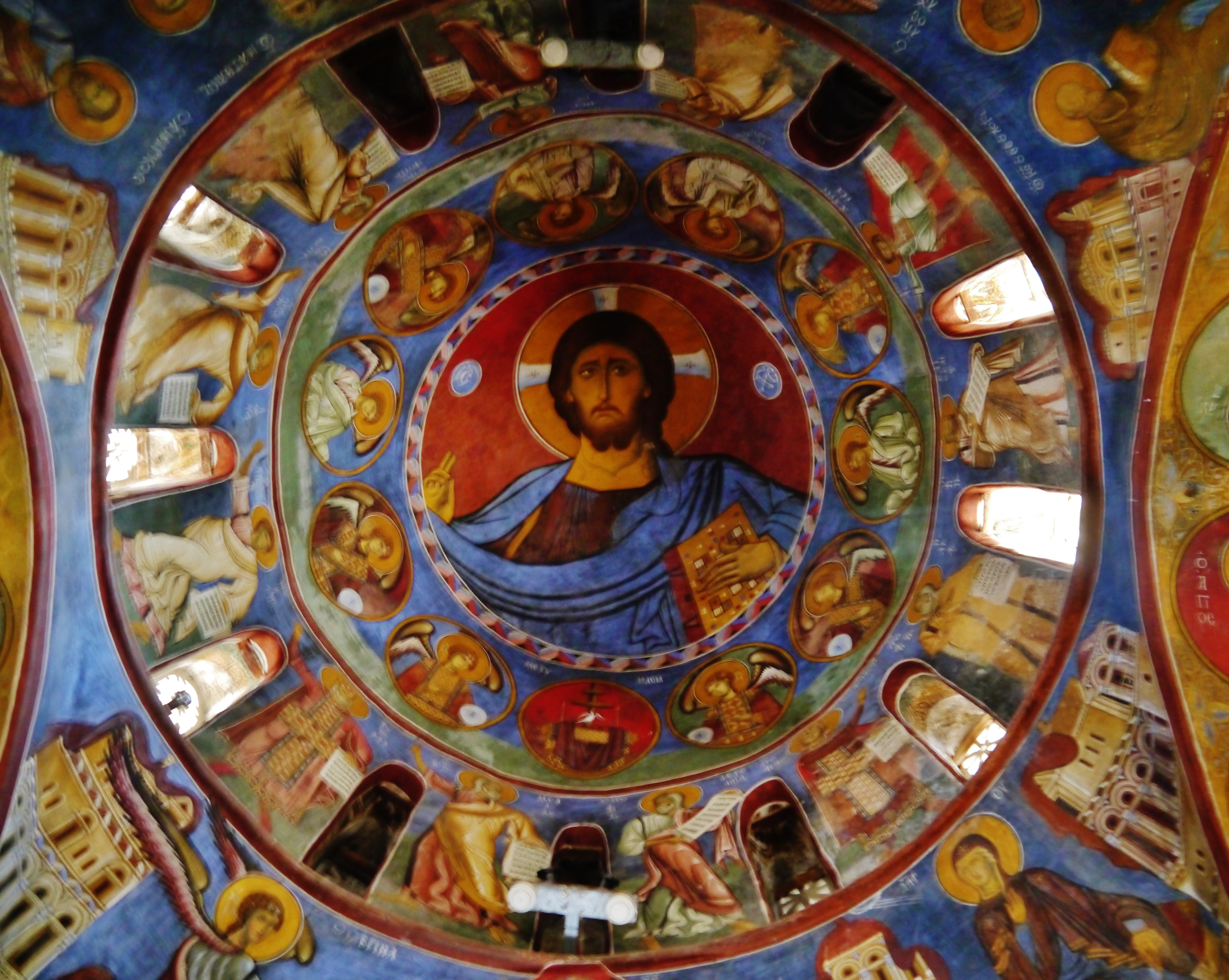
Свод церкви
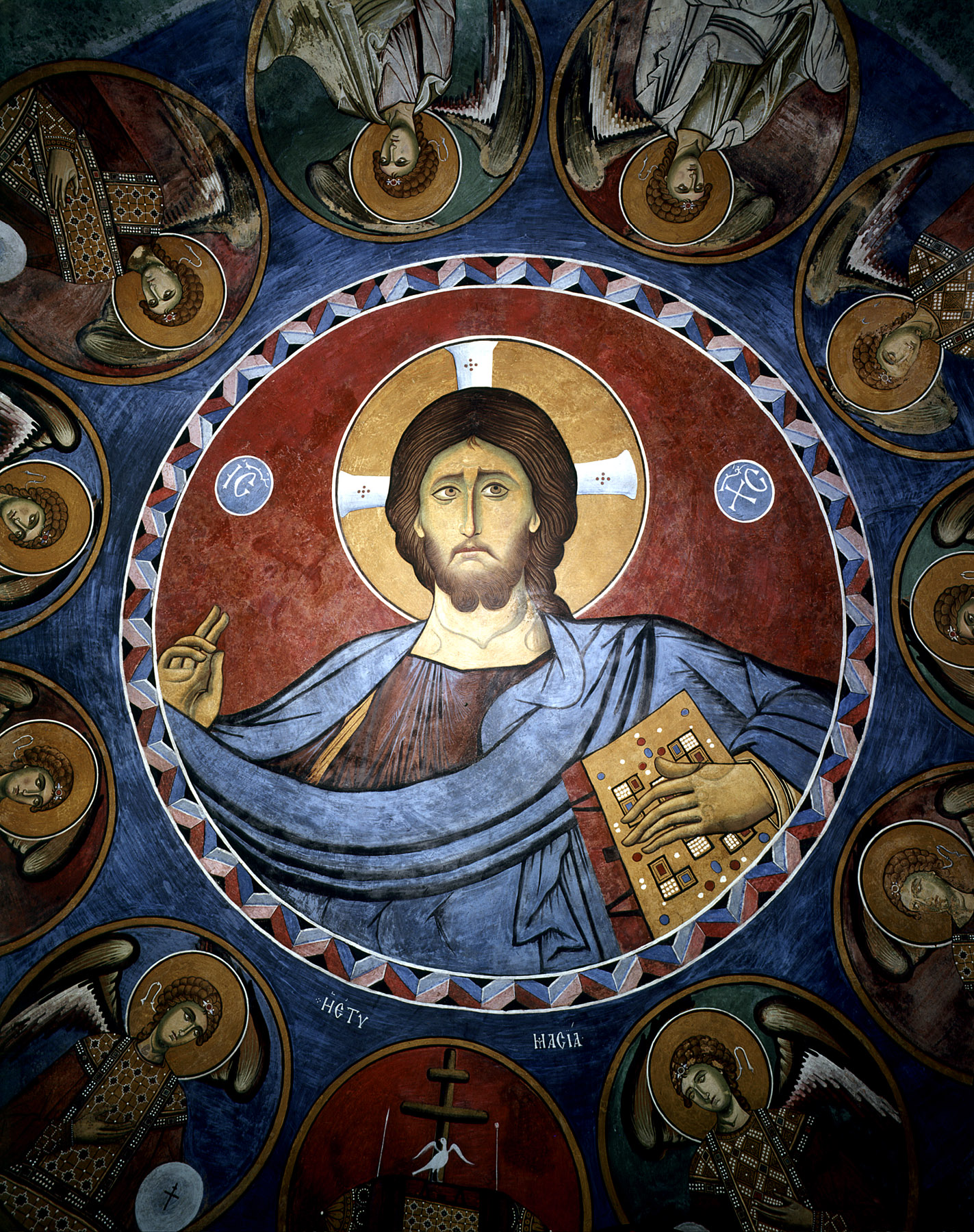
Спас Вседержитель
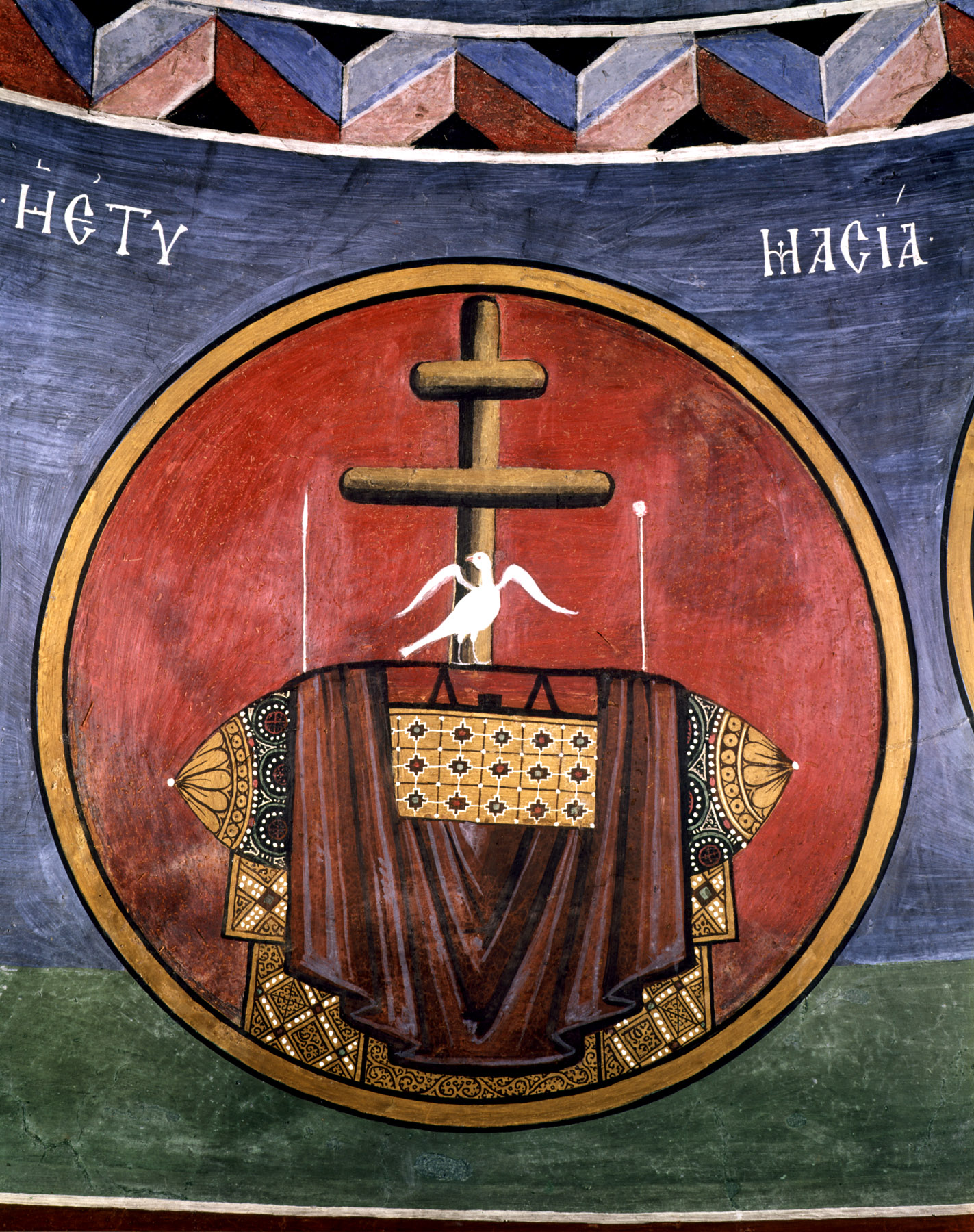
Этимасия
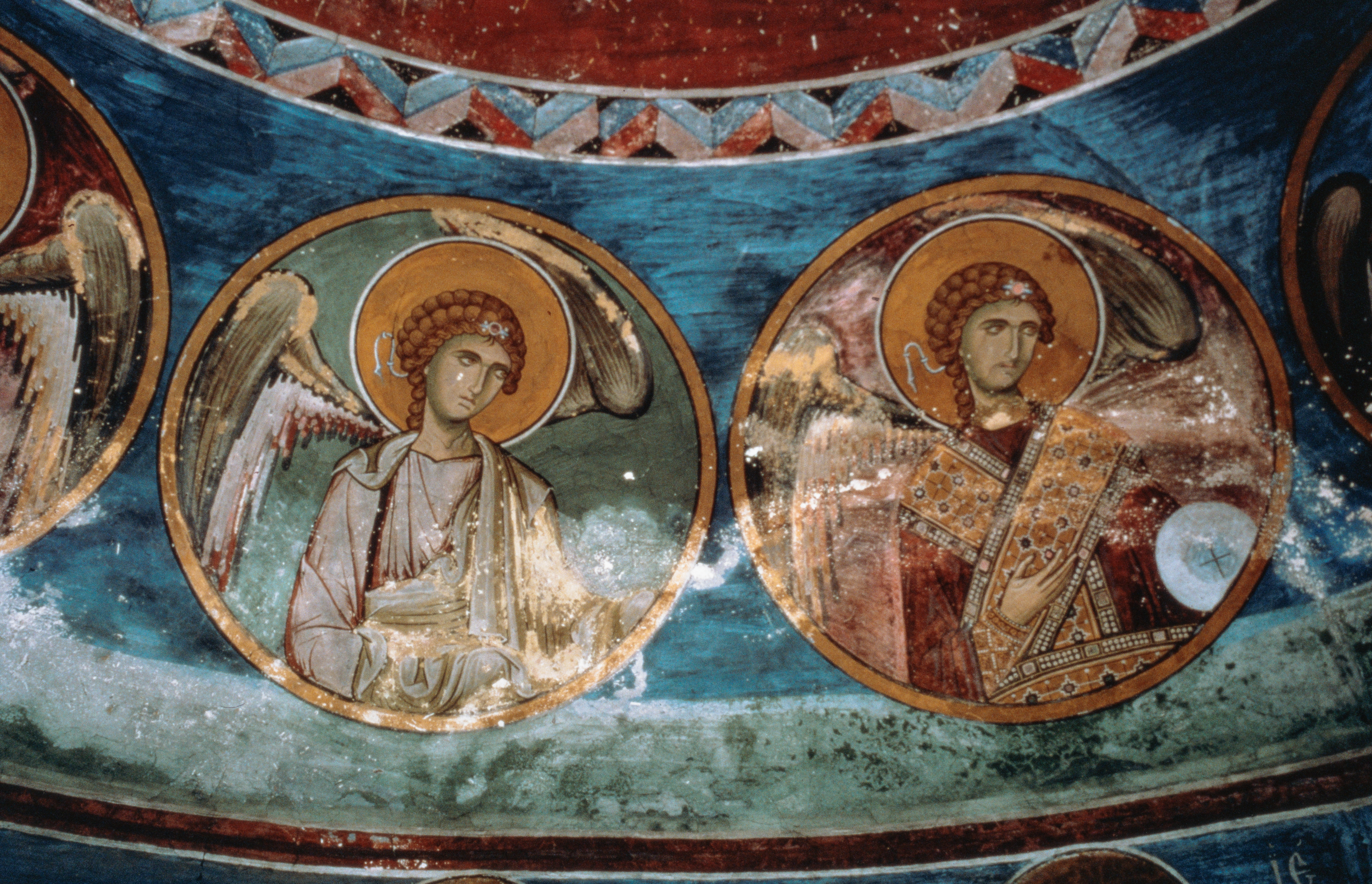
Ангелы
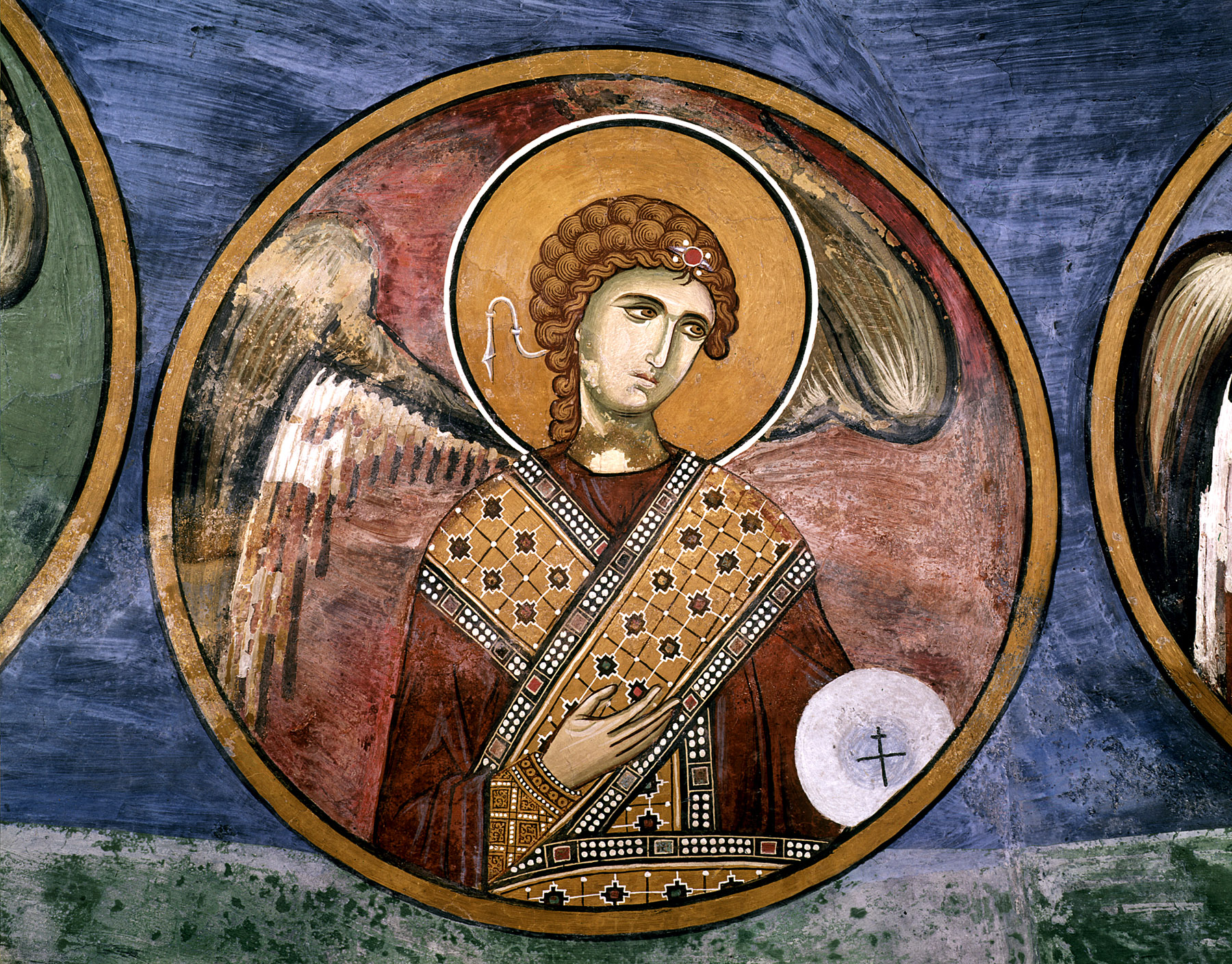
Ангел
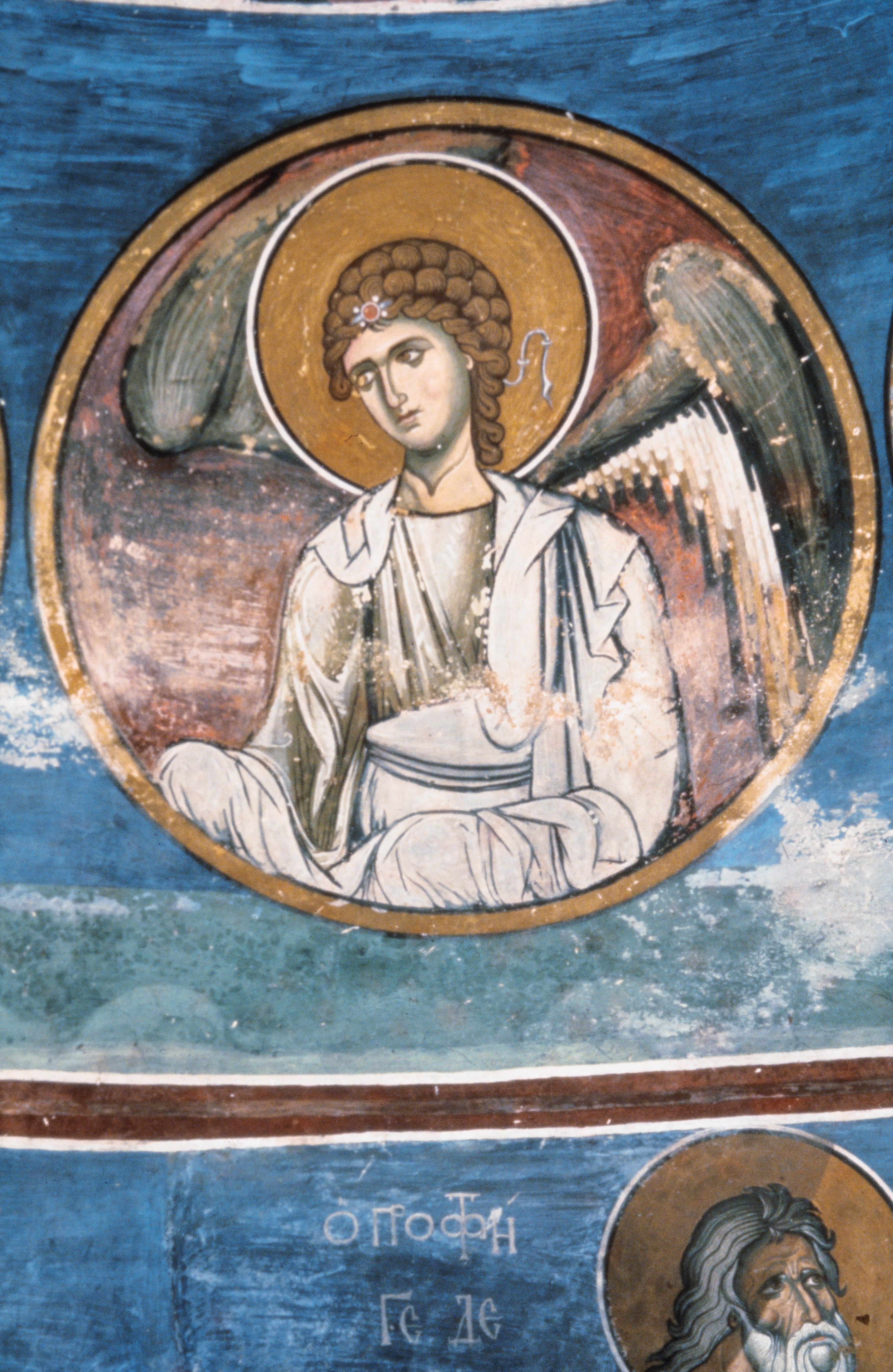
Ангел
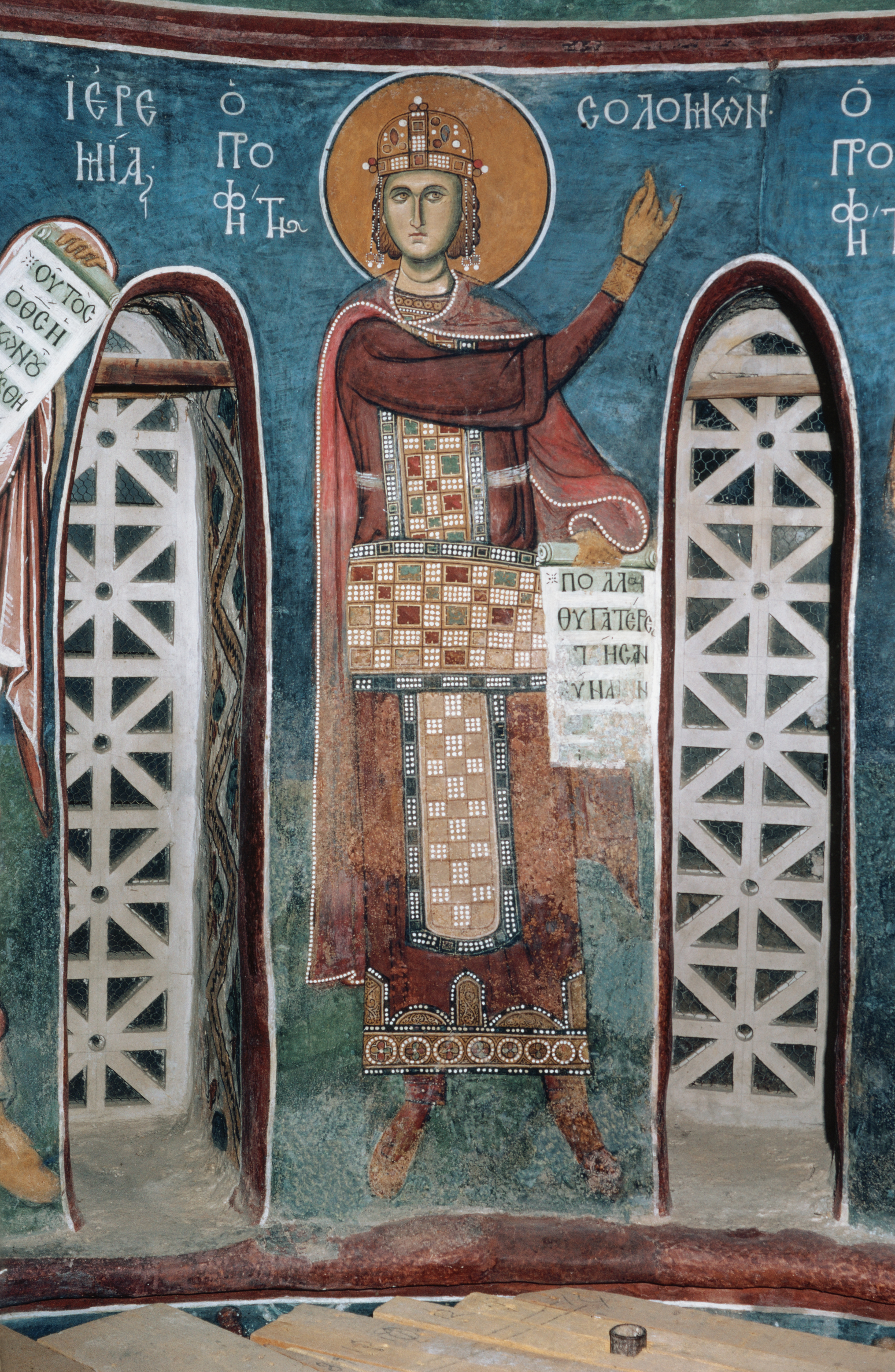
Пророк Соломон
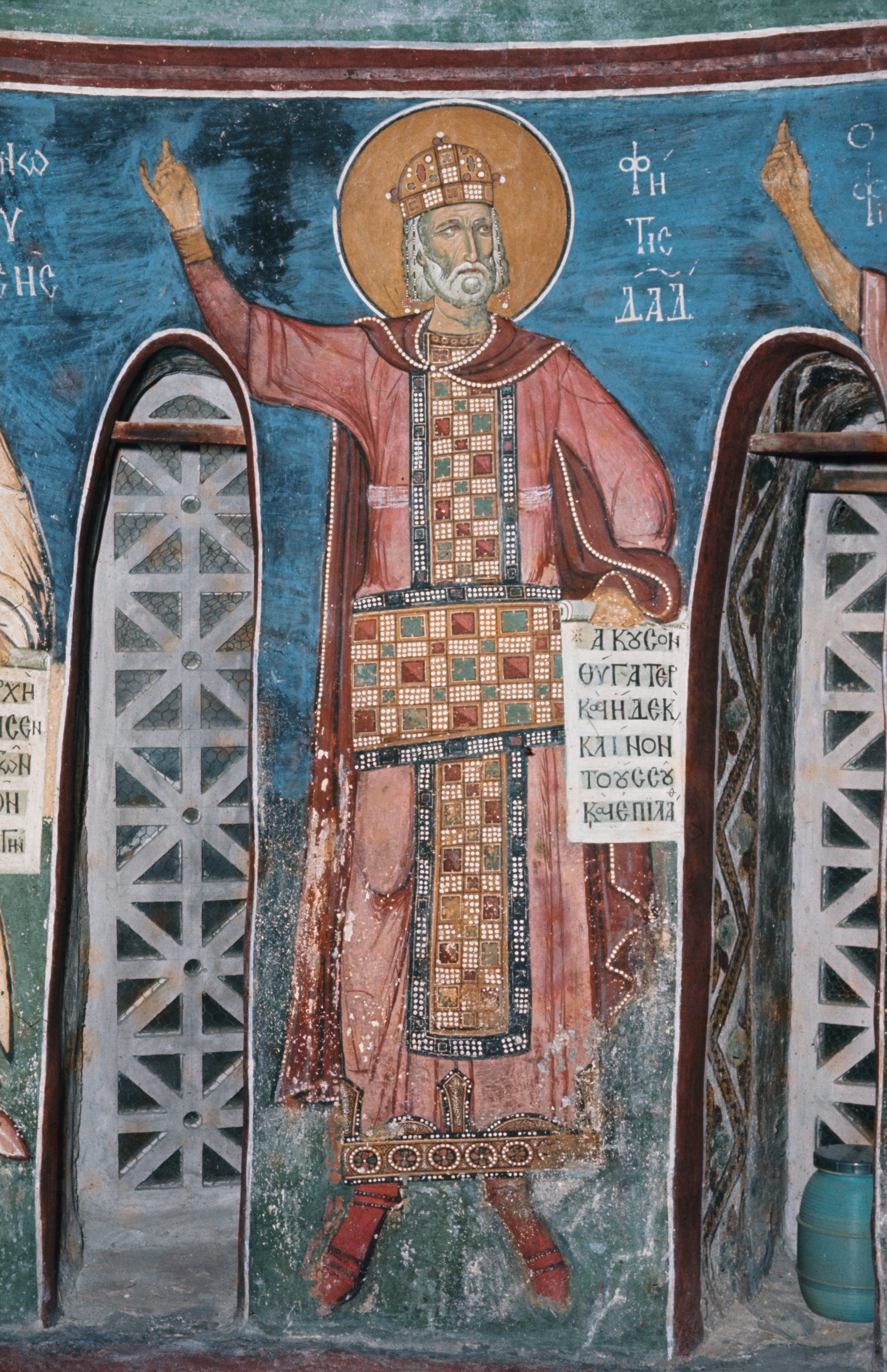
Пророк Давид
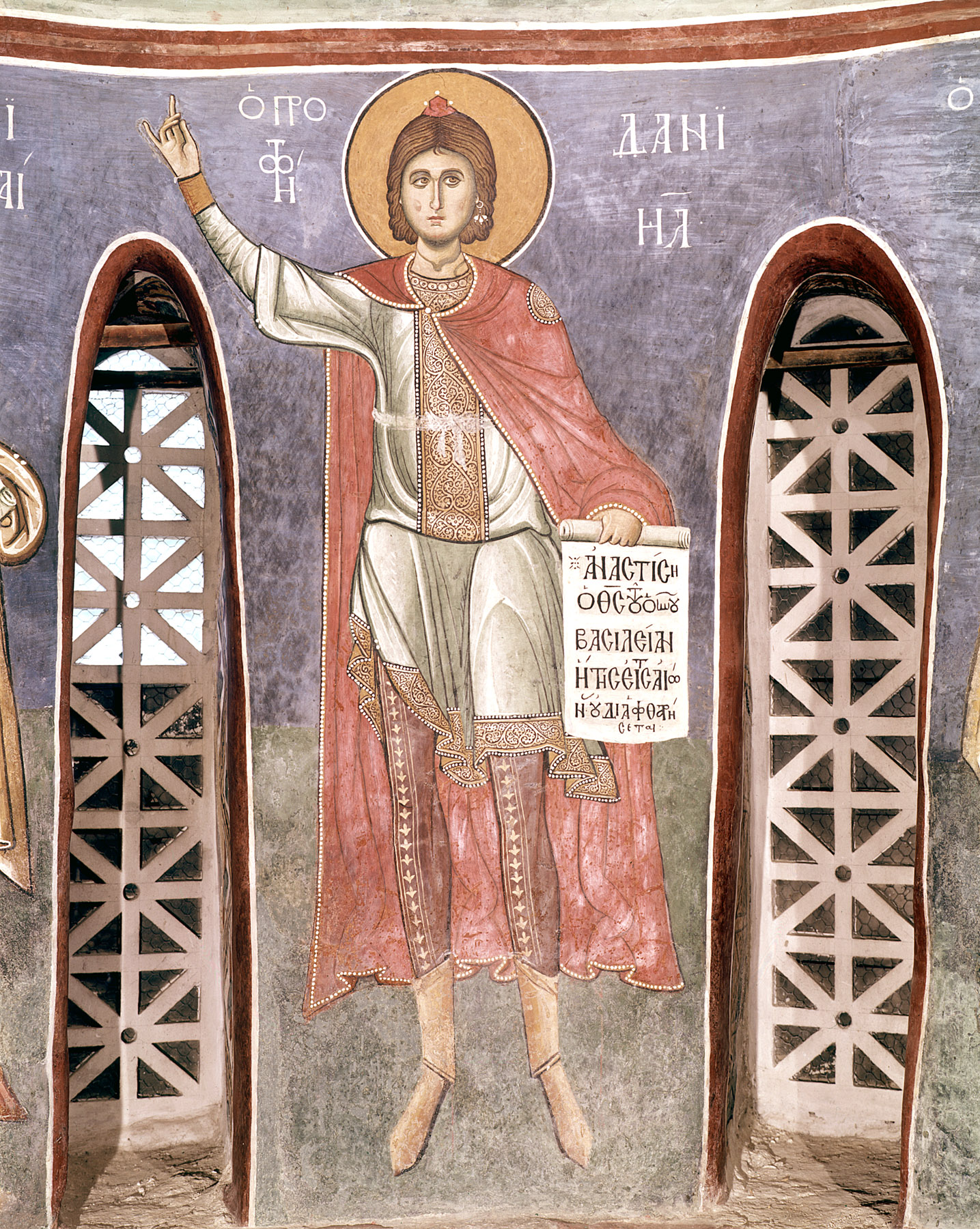
Пророк Даниил
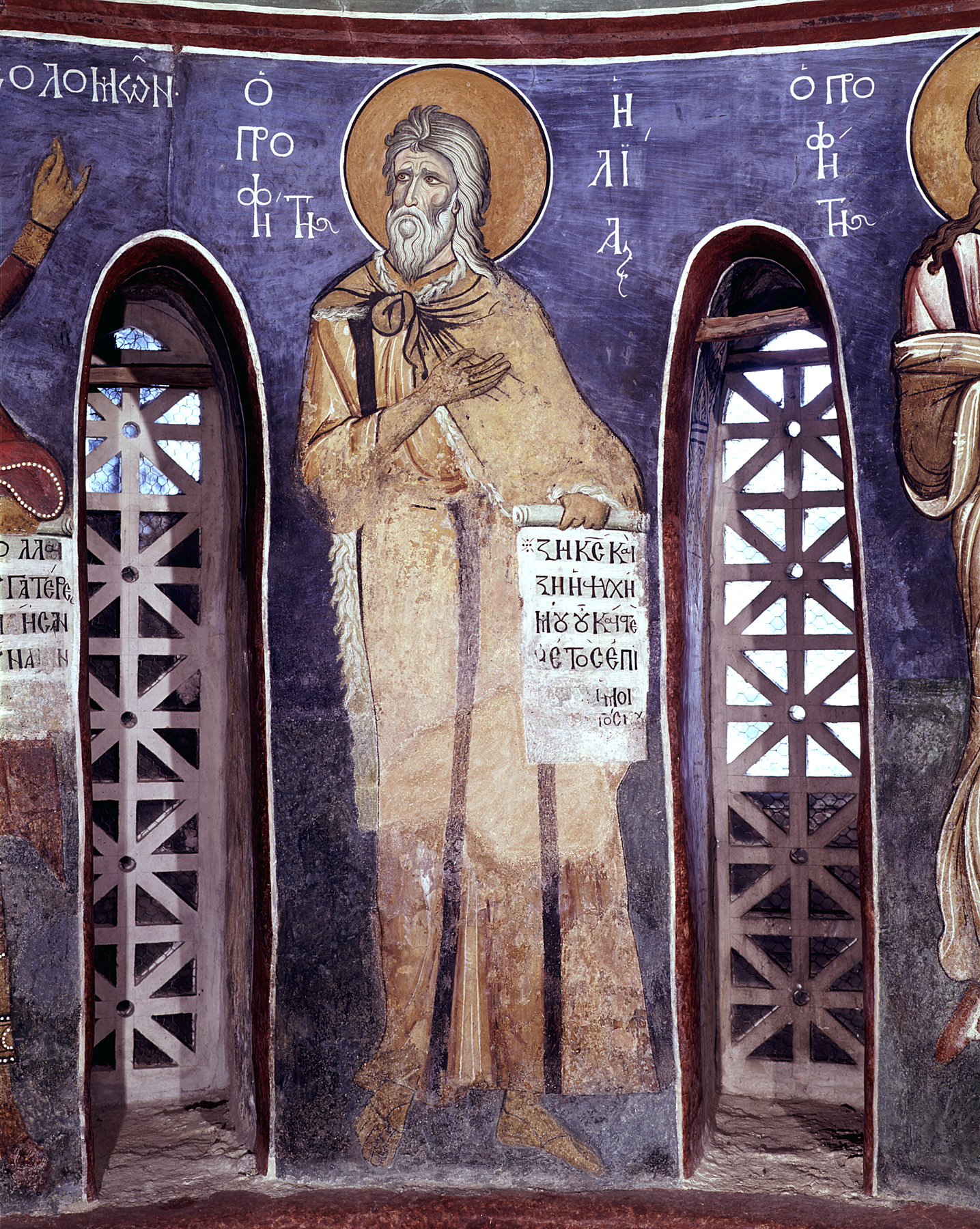
Пророк Илья
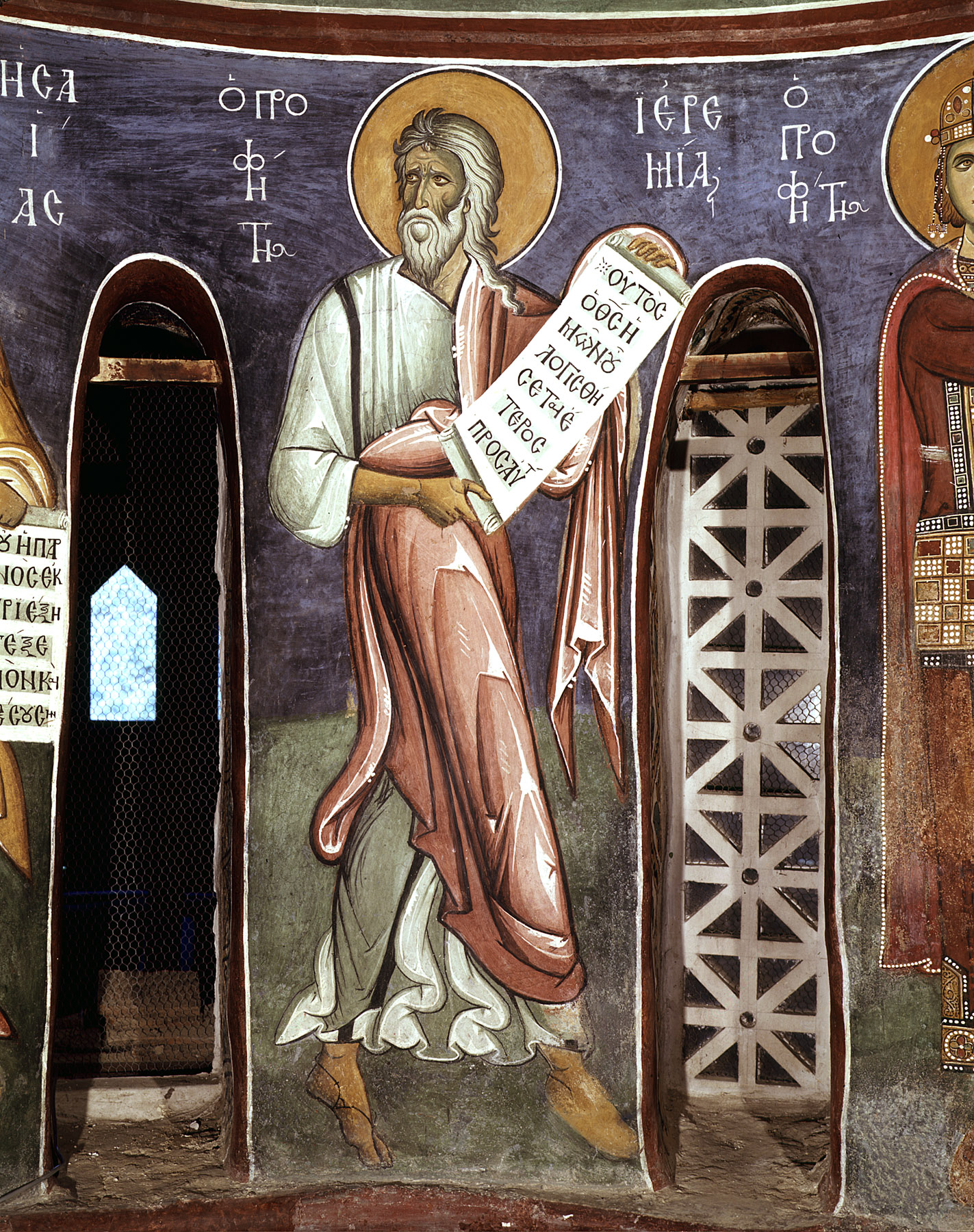
Пророк Иеремия
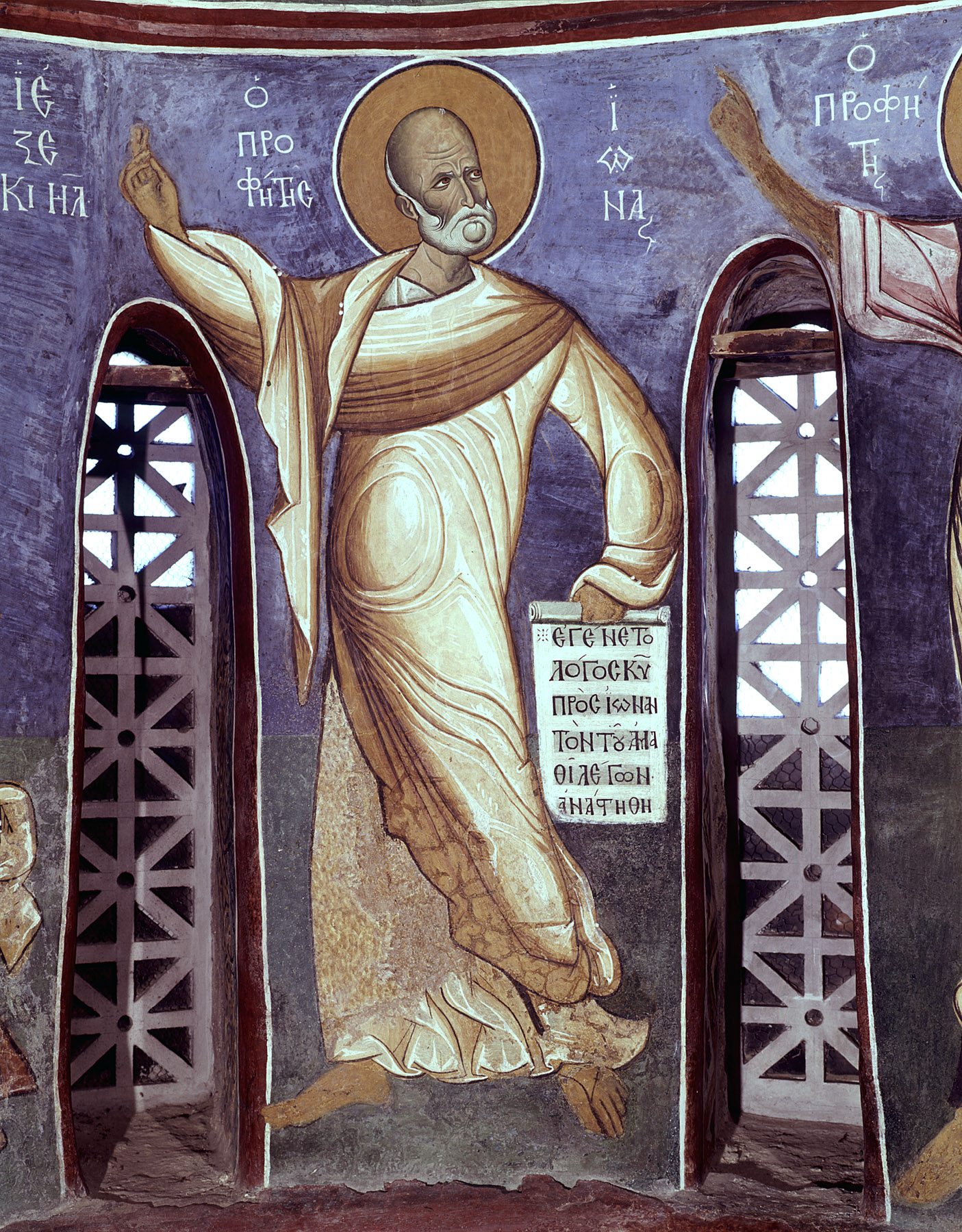
Пророк Исаия
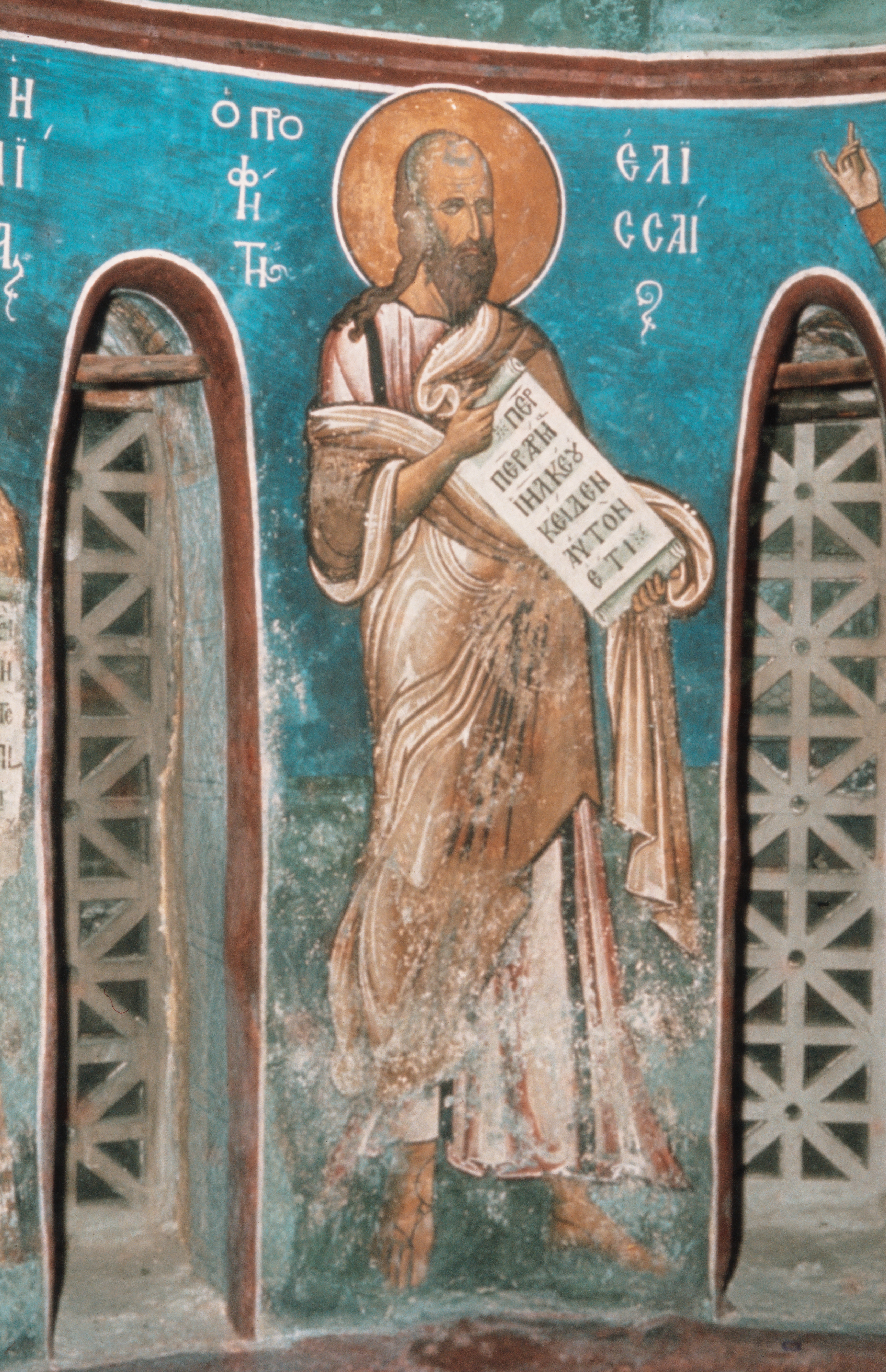
Пророк Елисей
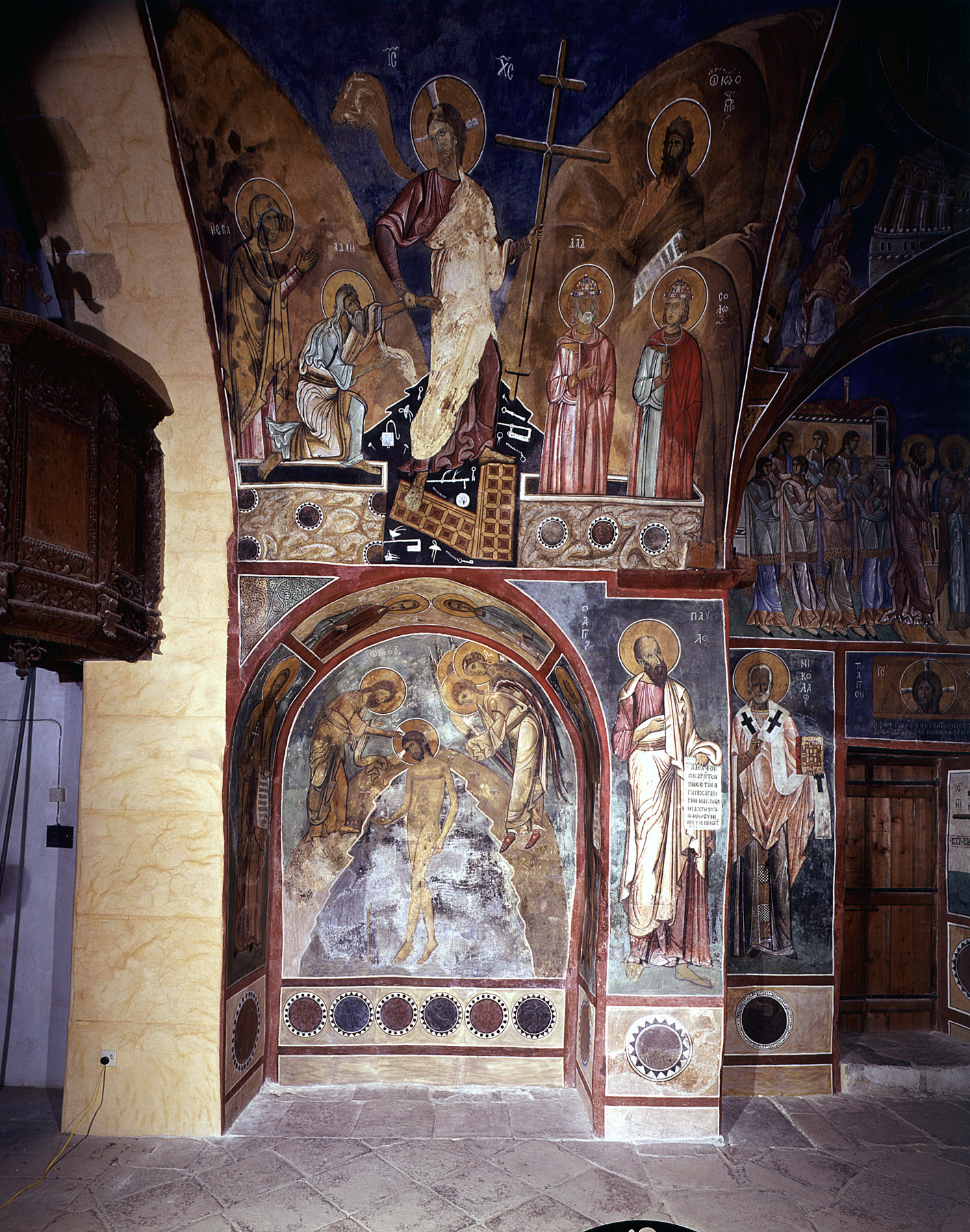
Северная стена. Церковь Панагия Аракиотисса
Святые Николай Чудотворец, Симеон Богоприимец, Иоанн
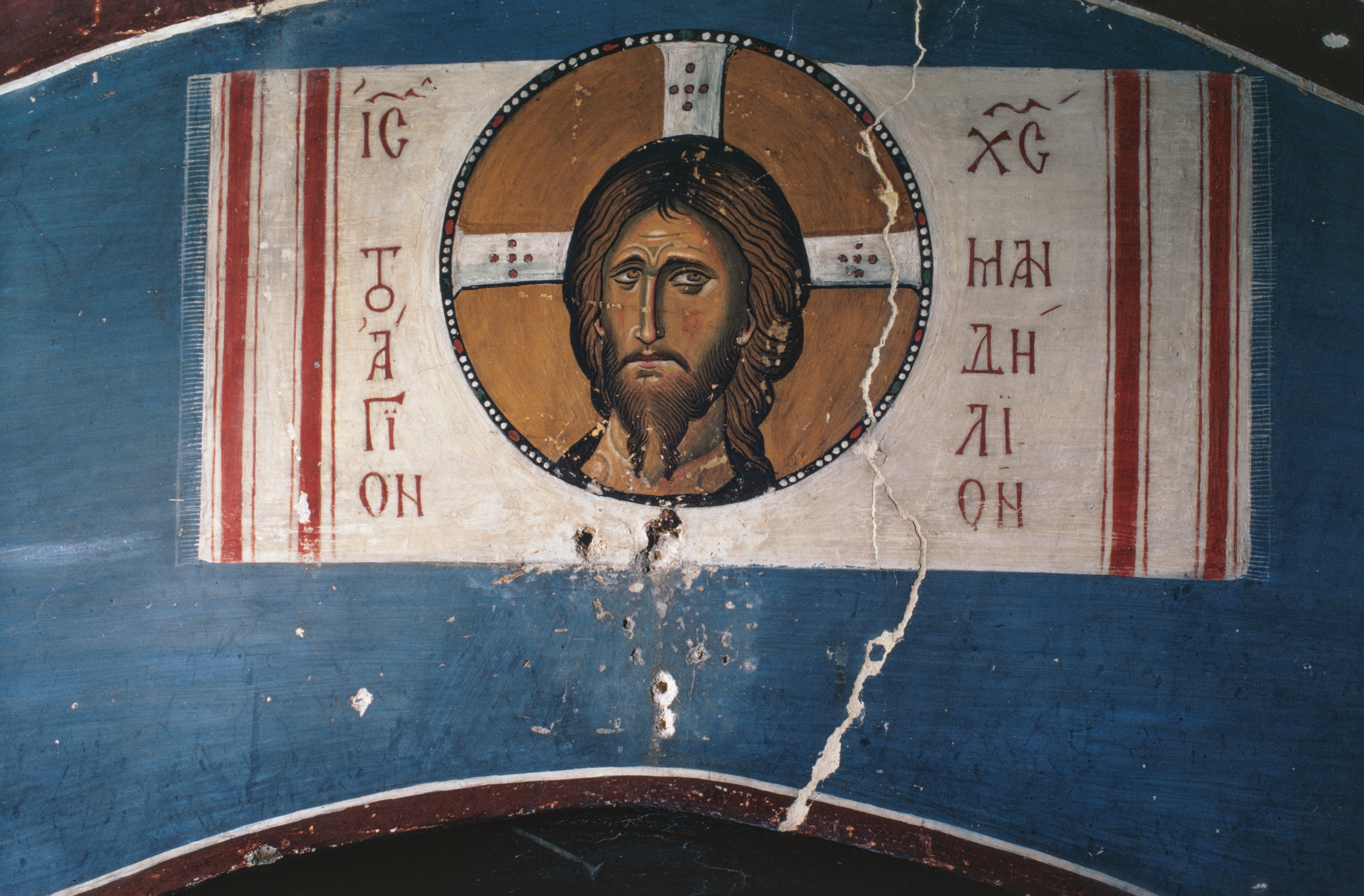
Спас Нерукотворный
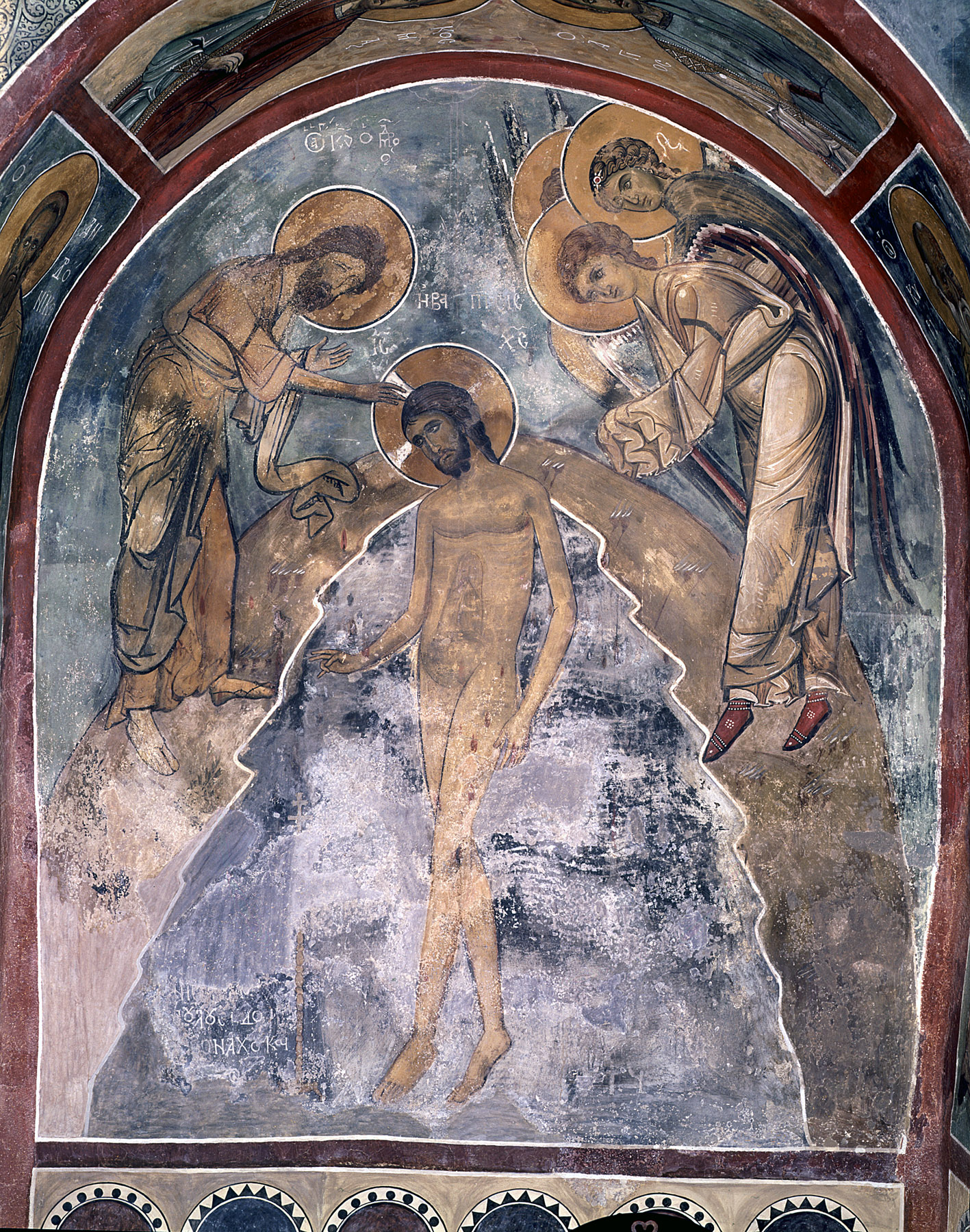
Богоявление
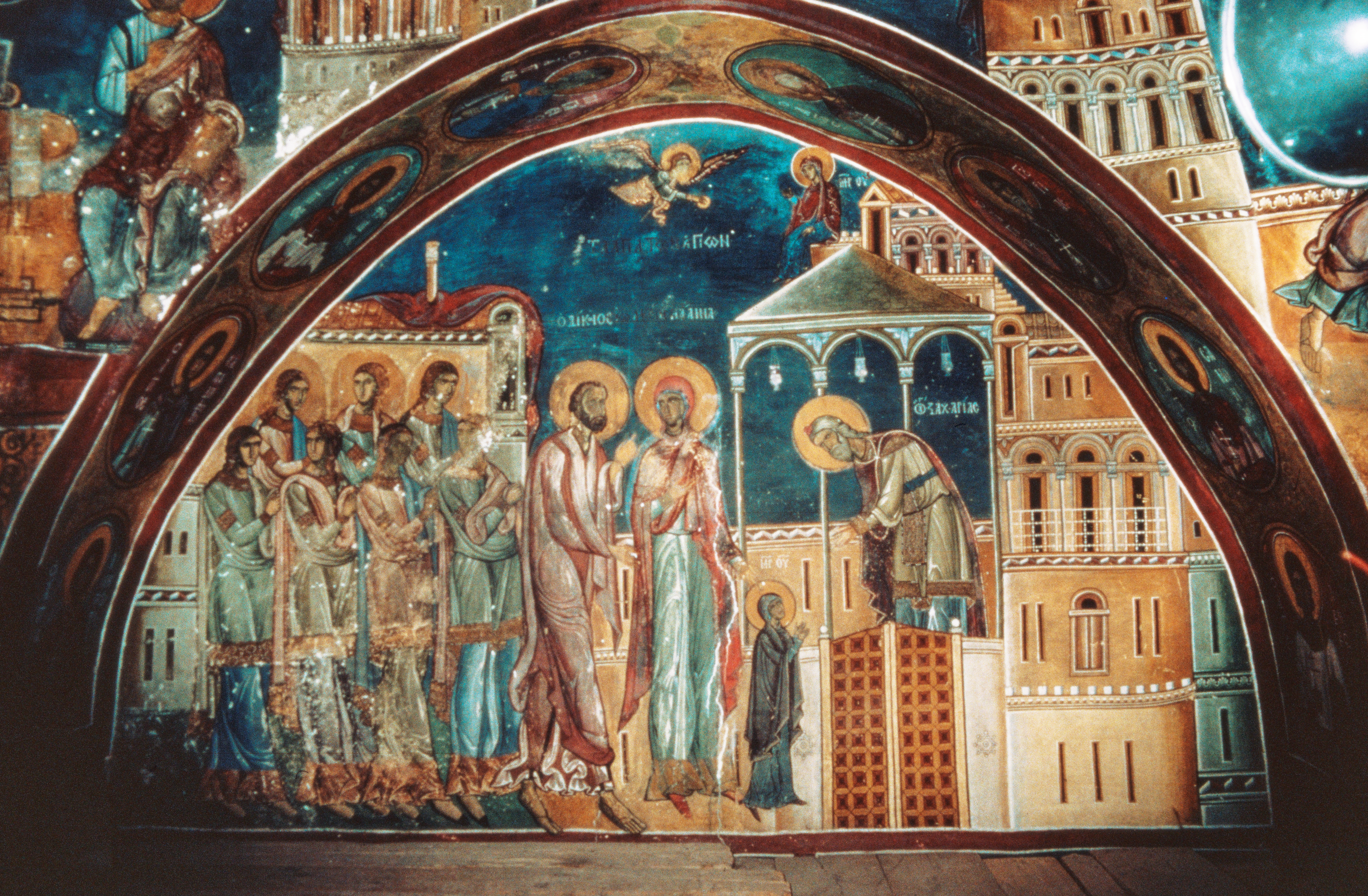
Введение во храм
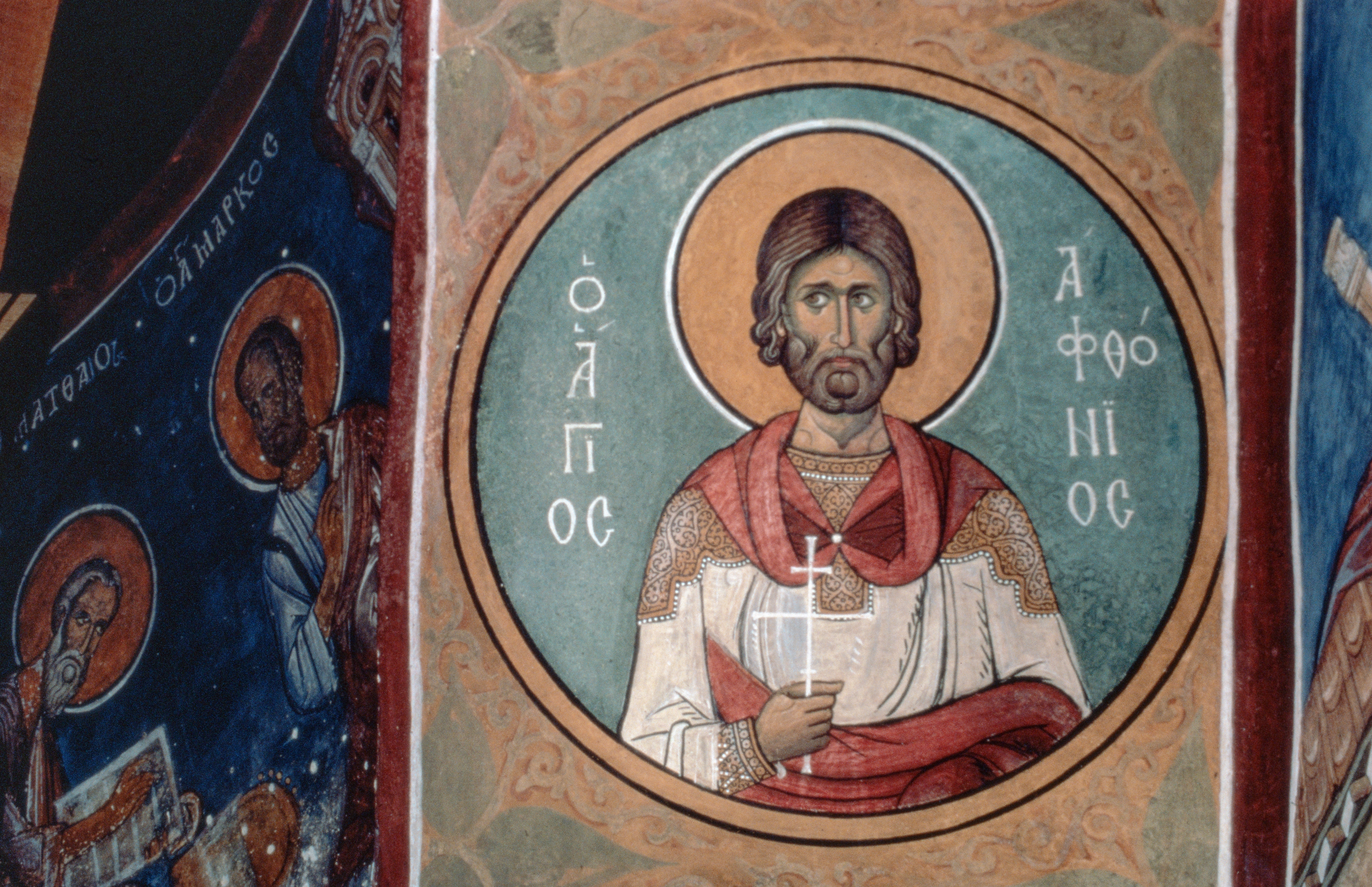
Мученик Аффоний Персидский
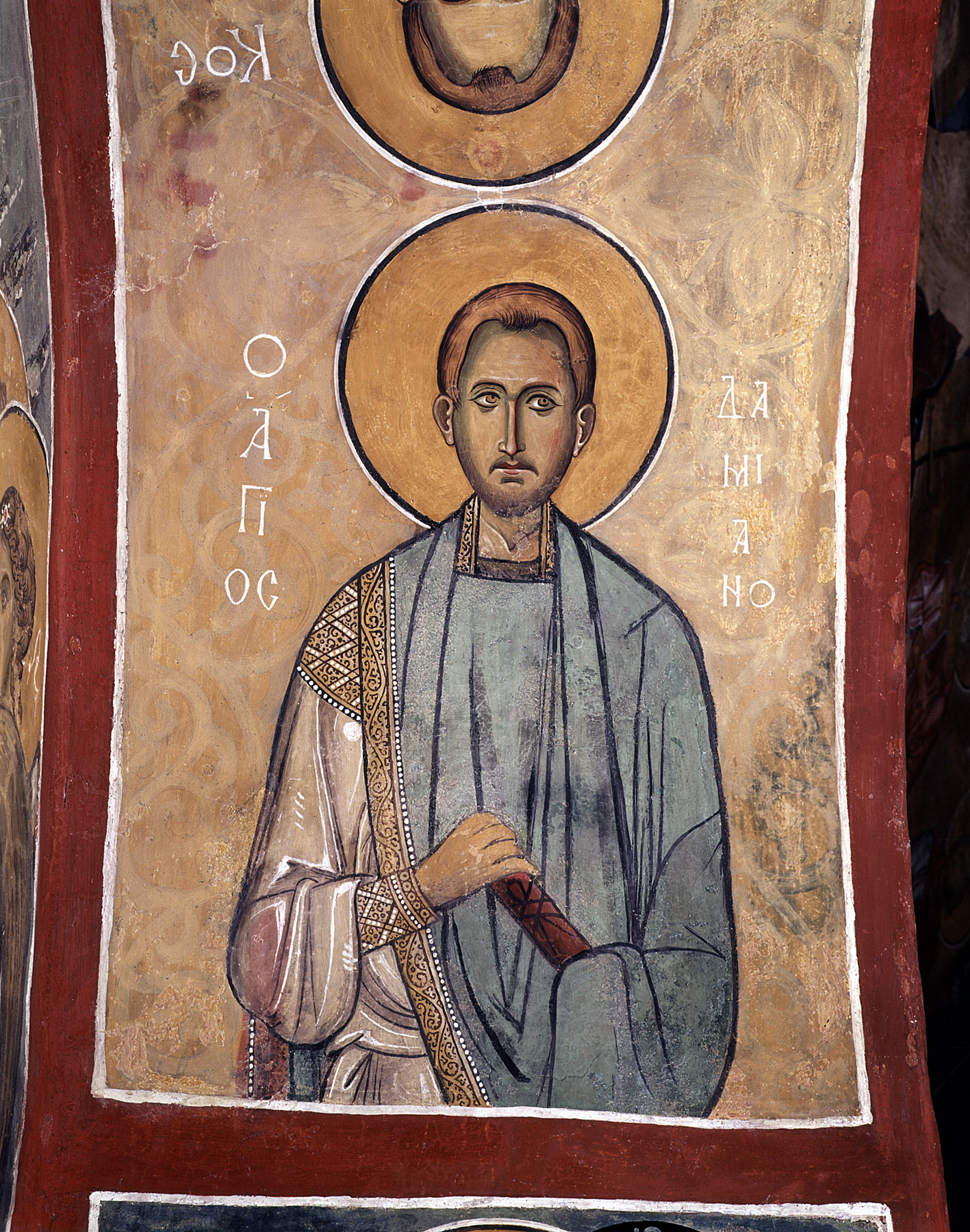
Мученик Дамиан
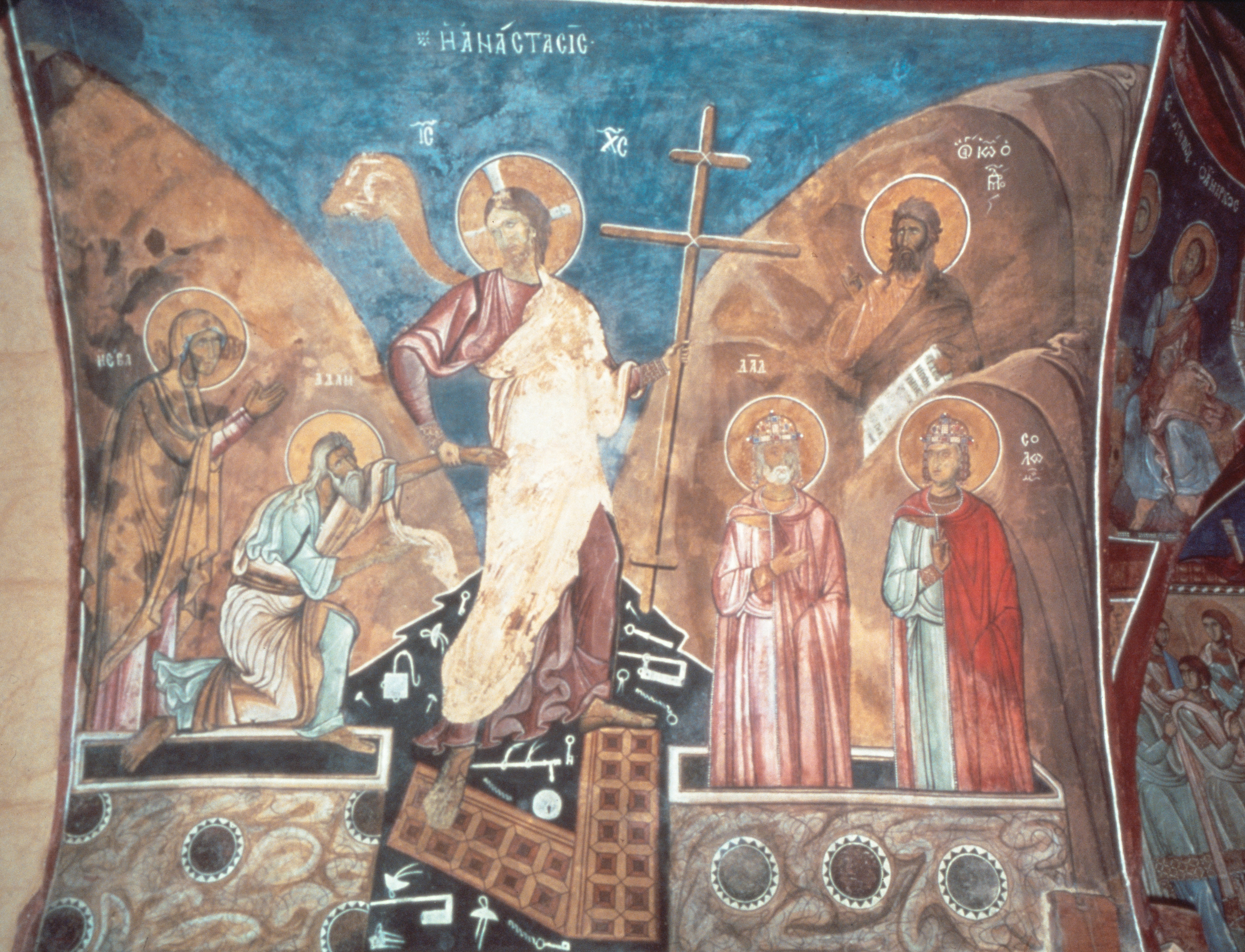
Сошествие во ад
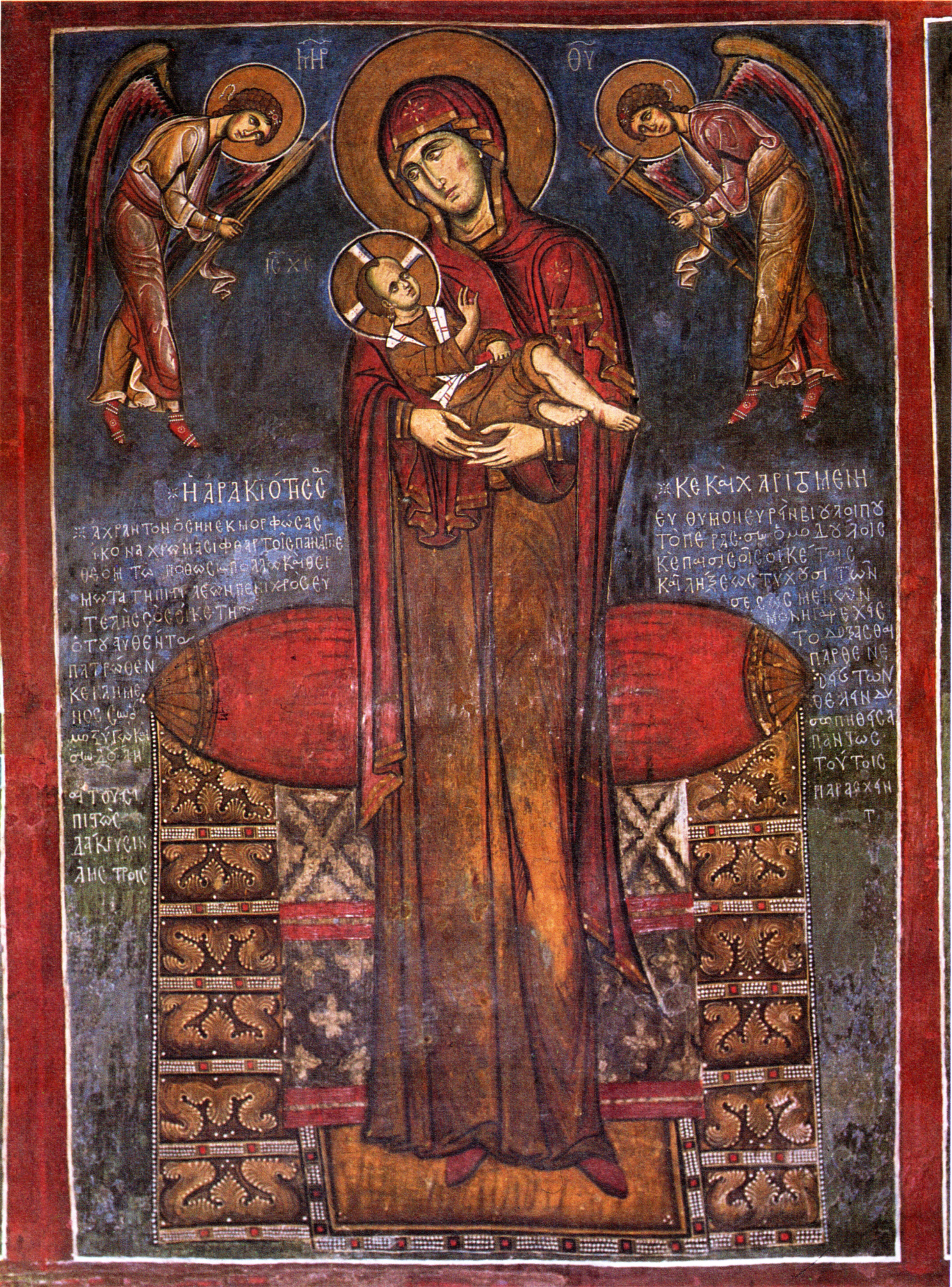
Богоматерь Аракиотисса
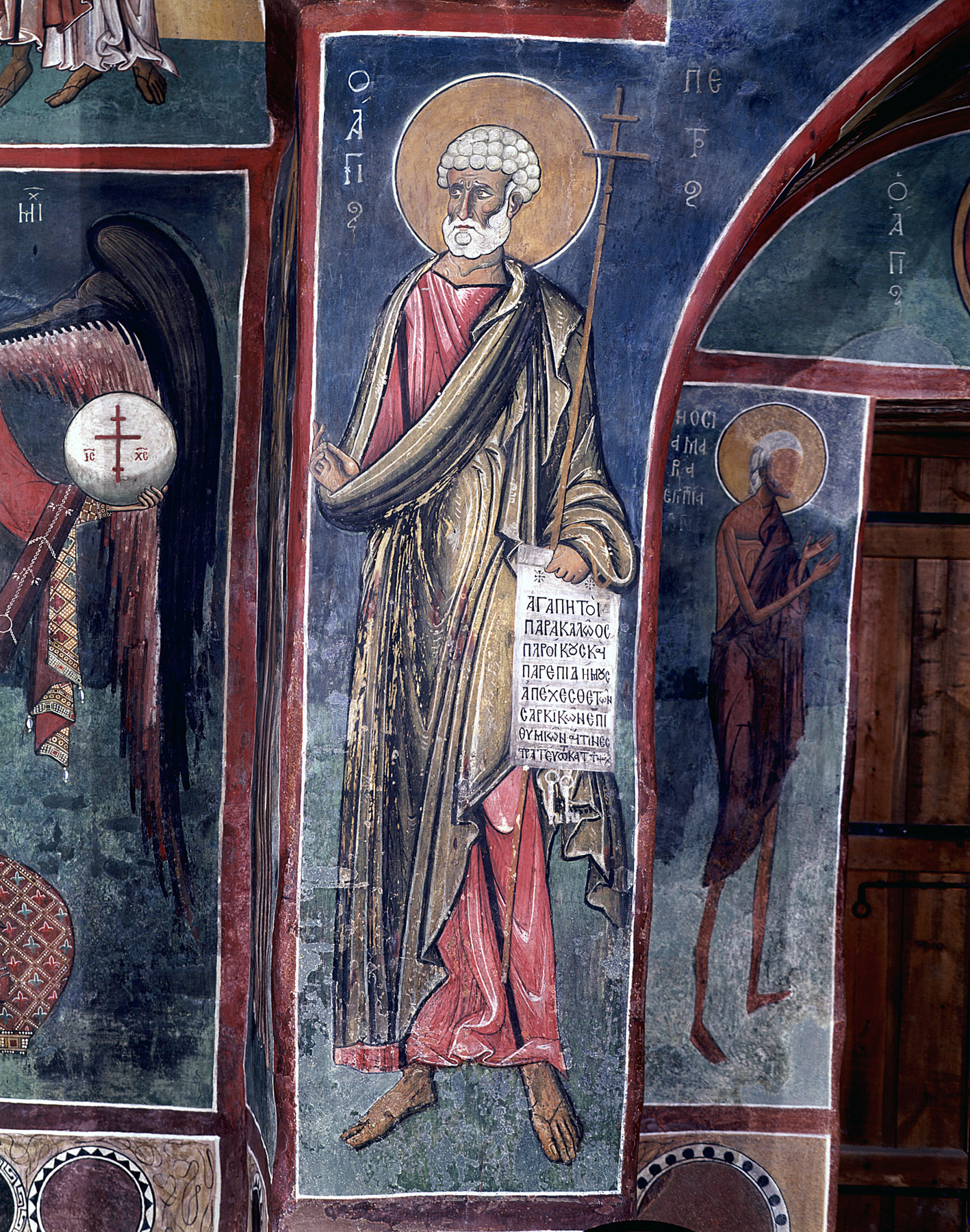
Апостол Пётр
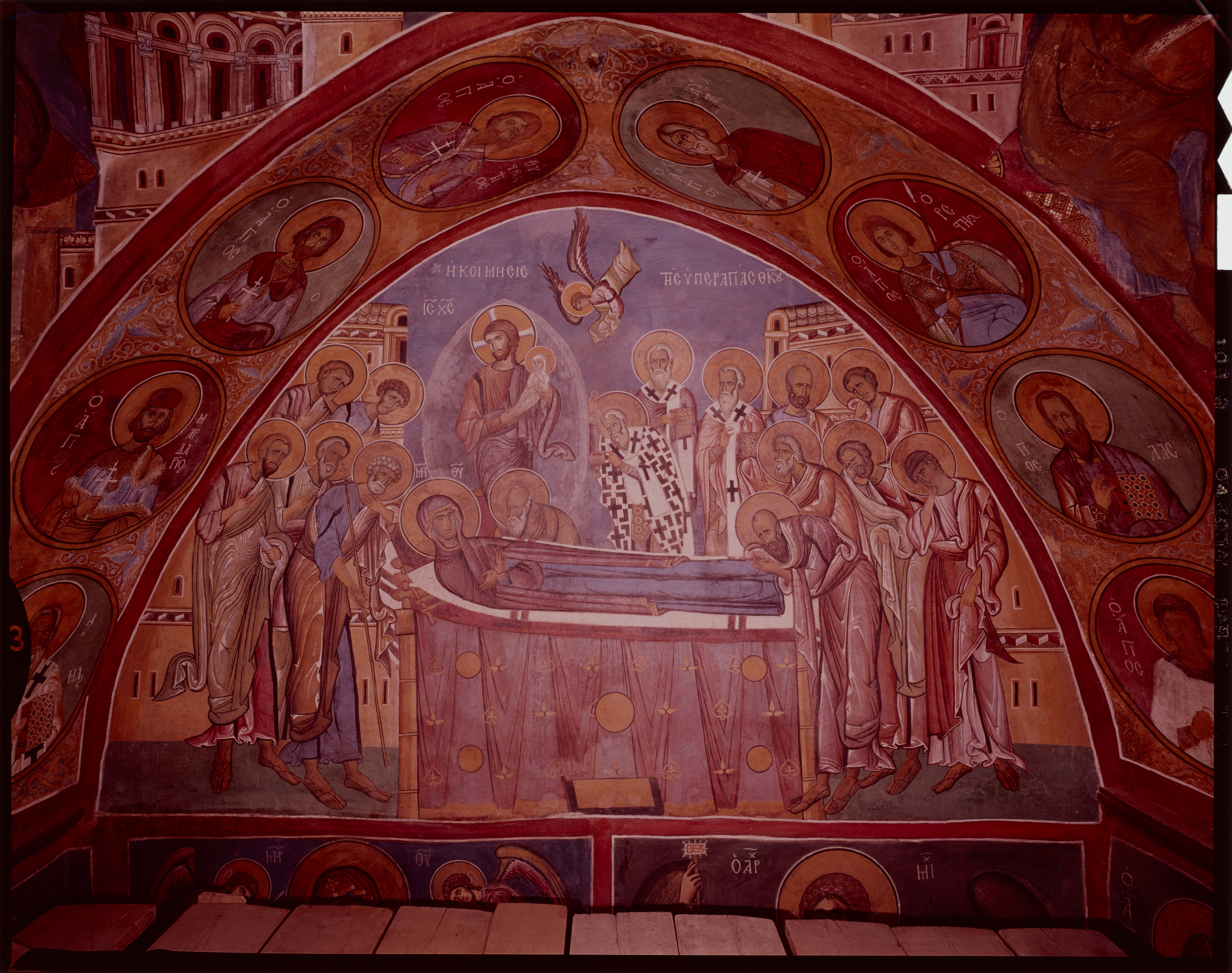
Успение Богоматери
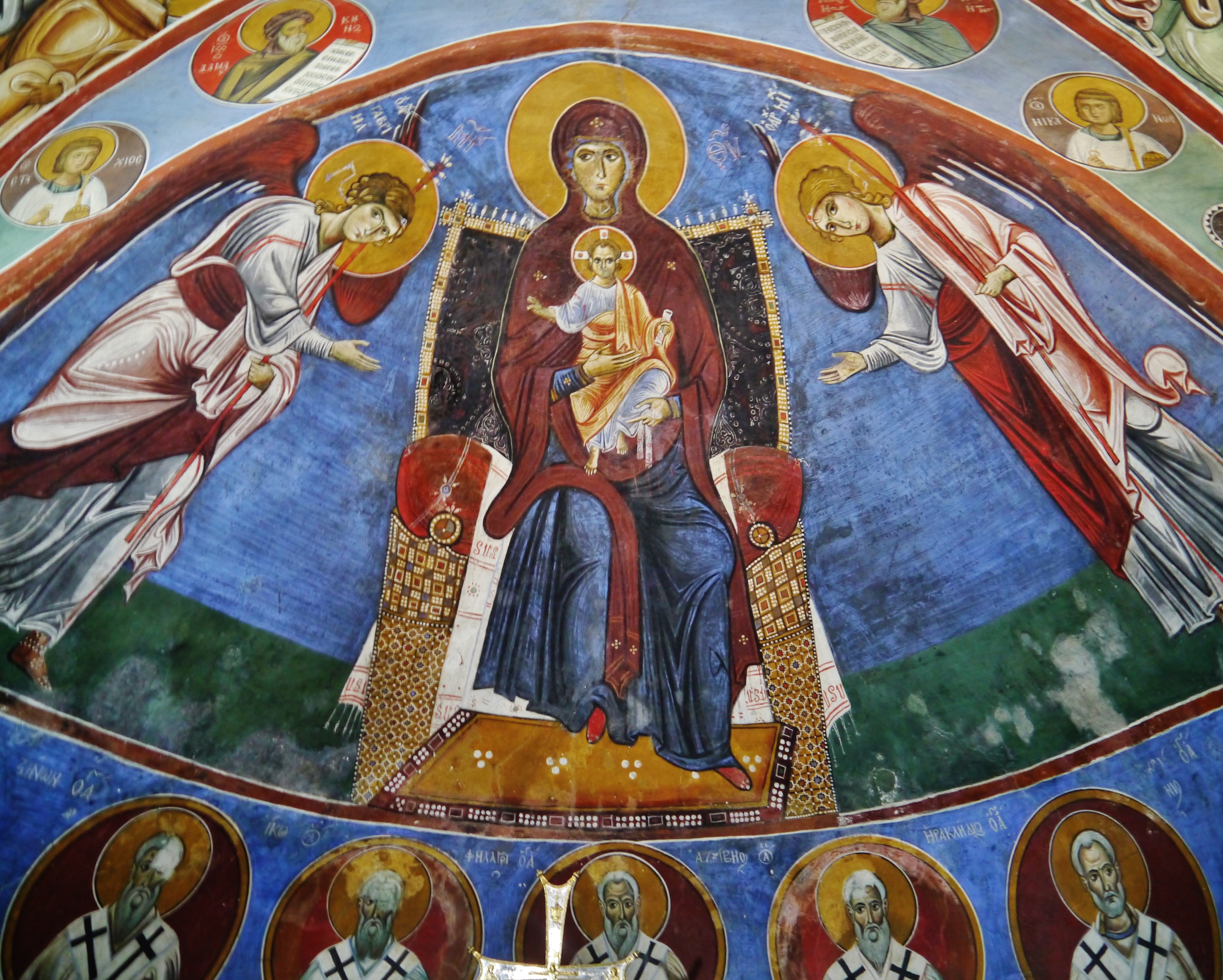
Богоматерь на престоле с предстоящими
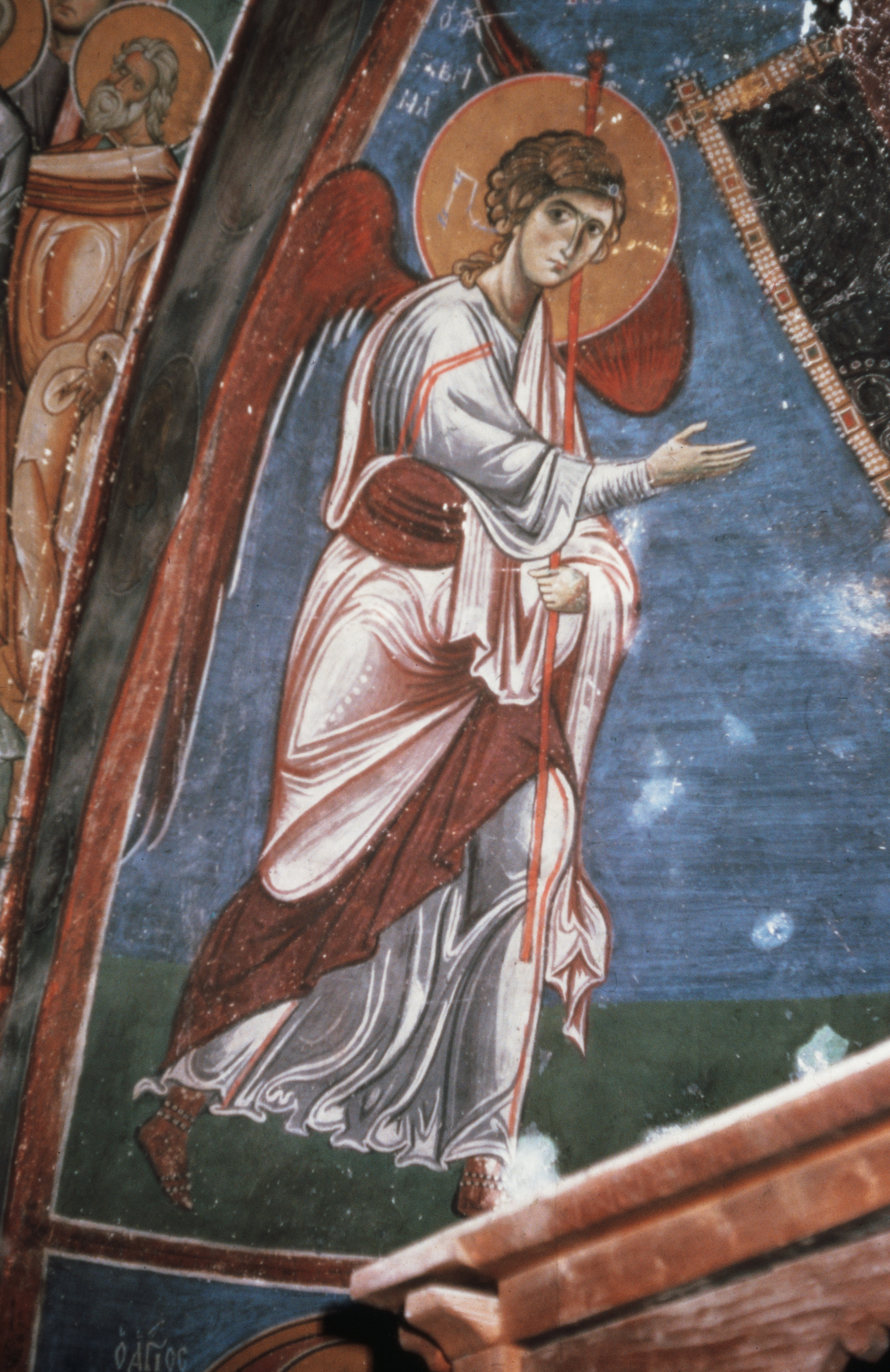
Архангел Гавриил
Восточная стена. Церковь Панагия Аракиотисса
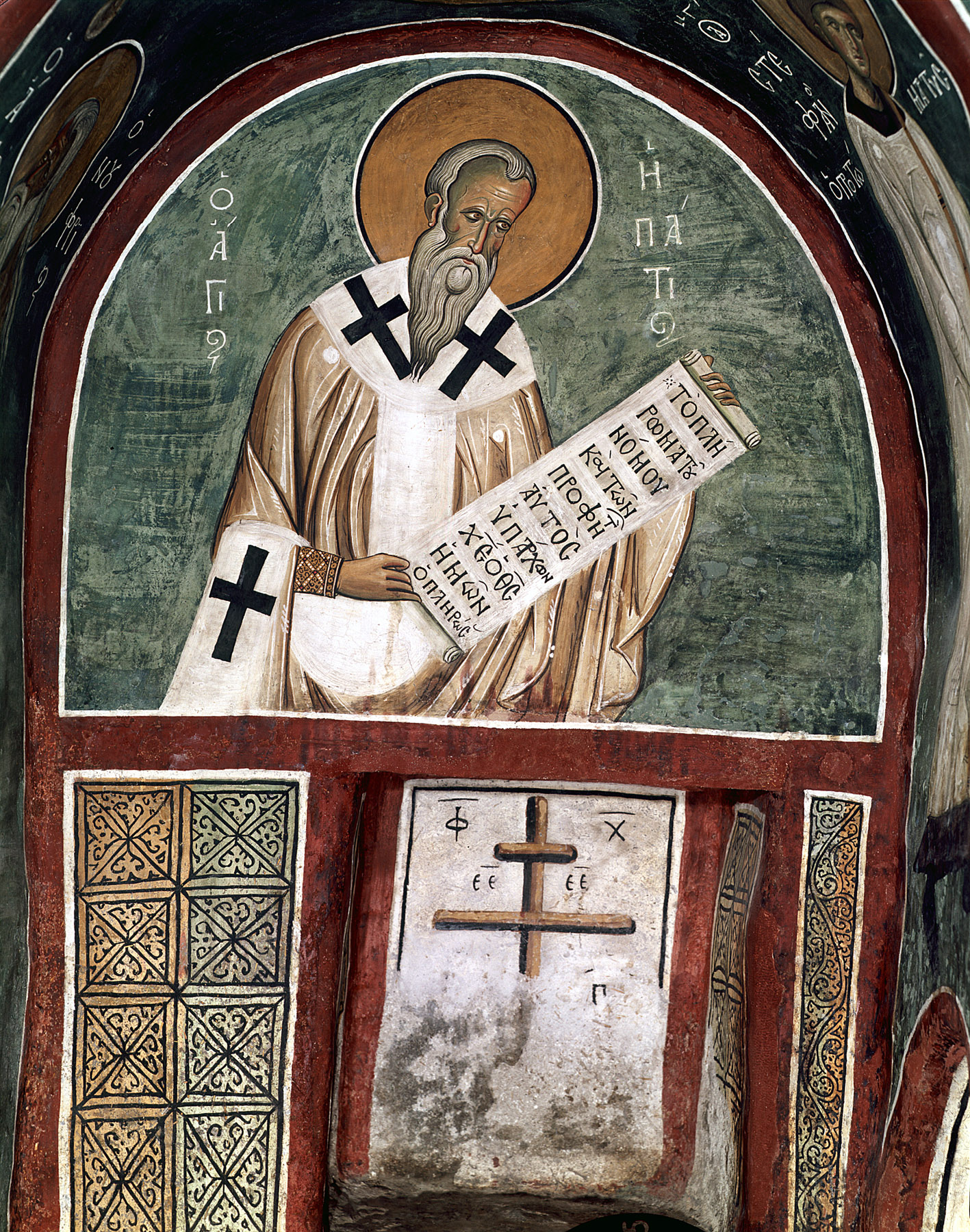
Ипатий, епископ Гангрский
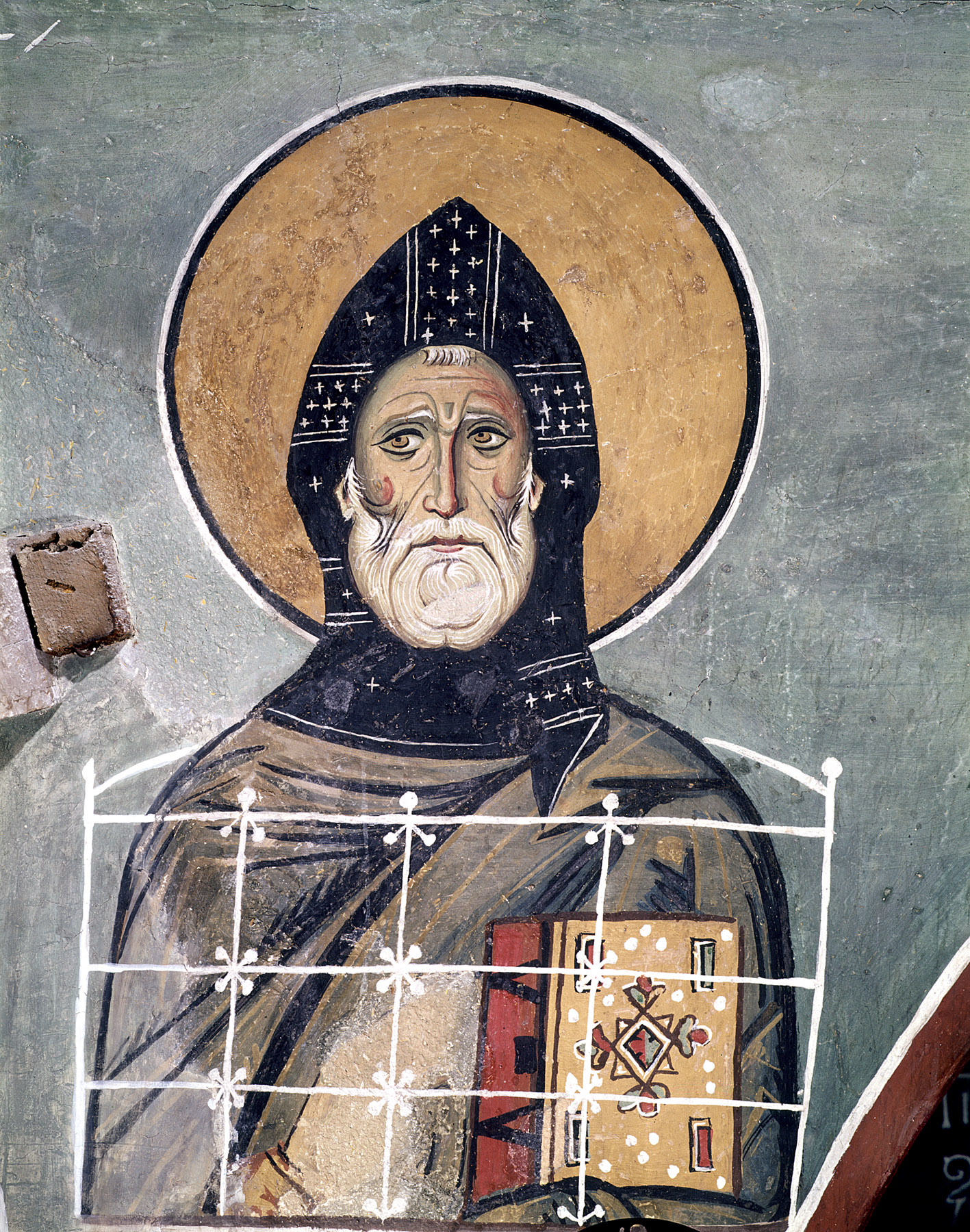
Преподобный Симеон Столпник

## Объект Всемирного наследия ЮНЕСКО
Церковь Панагии ту Арака внесена в список объектов всемирного наследия ЮНЕСКО на Кипре в 1985 году.
Её ценность была признана на основе трёх критериев отбора ЮНЕСКО:
Критерий (ii) объект отражает важность определённых человеческих ценностей, существующих в течение определенного периода времени и в пределах определенной культуры, и достижениям в архитектуре и искусстве;
Критерий (iii) объект является уникальной культурной традицией, которая всё ещё существует;
Критерий (iv) объект является выдающийся образцом строения, иллюстрирующего важные этапы в мировой истории.